# Liste des monuments historiques du Gard
Cet article recense les monuments historiques du Gard, en France.

## Statistiques
Au 21 juillet 2023, le Gard compte 563 édifices comportant au moins une protection au titre des monuments historiques, dont 140 sont classés et 449 sont inscrits. Le total des monuments classés et inscrits est supérieur au nombre total de monuments protégés car plusieurs d'entre eux sont à la fois classés et inscrits.

## Liste
Du fait du nombre d'édifices protégés dans certaines communes, elles font l'objet de listes séparées :
- Pour Beaucaire, voir la liste des monuments historiques de Beaucaire ;
- Pour Nîmes, voir la liste des monuments historiques de Nîmes ;
- Pour Uzès, voir la liste des monuments historiques d'Uzès ;
- Pour Villeneuve-lès-Avignon, voir la liste des monuments historiques de Villeneuve-lès-Avignon.

- Haut – A
- B
- C
- D
- E
- F
- G
- H
- I
- J
- K
- L
- M
- N
- O
- P
- Q
- R
- S
- T
- U
- V
- W
- X
- Y
- Z

| Monument                                                                          | Commune                                                                                   | Adresse                                                         | Coordonnées                                                    | Notice                                                         | Protection                                                     | Date                                                           | Illustration                                                                     |
| --------------------------------------------------------------------------------- | ----------------------------------------------------------------------------------------- | --------------------------------------------------------------- | -------------------------------------------------------------- | -------------------------------------------------------------- | -------------------------------------------------------------- | -------------------------------------------------------------- | -------------------------------------------------------------------------------- |
| Chapelle des Pénitents blancs d'Aigues-Mortes                                     | Aigues-Mortes                                                                             | Rue de la République                                            | 43° 34′ 01″ nord, 4° 11′ 31″ est                               | « PA00102938 »                                                 | Classé                                                         | 2007                                                           | Chapelle des Pénitents blancs d'Aigues-Mortes                                    |
| Chapelle des Pénitents gris d'Aigues-Mortes                                       | Aigues-Mortes                                                                             | Rue Rouget-de-l'Isle Rue Paul-Bert                              | 43° 33′ 57″ nord, 4° 11′ 36″ est                               | « PA00102939 »                                                 | Classé                                                         | 1994                                                           | Chapelle des Pénitents gris d'Aigues-Mortes                                      |
| Église Notre-Dame-des-Sablons d'Aigues-Mortes                                     | Aigues-Mortes                                                                             | Grande rue Jean Jaurès                                          | 43° 34′ 01″ nord, 4° 11′ 25″ est                               | « PA00102940 »                                                 | Inscrit                                                        | 1949                                                           | Église Notre-Dame-des-Sablons d'Aigues-Mortes                                    |
| Maison                                                                            | Aigues-Mortes                                                                             | 25, 25bis boulevard Gambetta                                    | 43° 33′ 56″ nord, 4° 11′ 32″ est                               | « PA00102941 »                                                 | Inscrit                                                        | 1949                                                           | Image manquante Téléverser                                                       |
| Plan des Théâtres                                                                 | Aigues-Mortes                                                                             |                                                                 | 43° 45′ 21″ nord, 4° 08′ 55″ est                               | « PA00125478 »                                                 | Inscrit                                                        | 1993                                                           | Image manquante Téléverser                                                       |
| Remparts d'Aigues-Mortes                                                          | Aigues-Mortes                                                                             |                                                                 | 43° 34′ 10″ nord, 4° 11′ 40″ est                               | « PA00102942 »                                                 | Classé                                                         | 1903                                                           | Remparts d'Aigues-Mortes                                                         |
| Vestiges archéologiques                                                           | Aigues-Vives                                                                              | Cimetière de Pataran                                            | 43° 43′ 18″ nord, 4° 12′ 29″ est                               | « PA00102943 »                                                 | Classé                                                         | 1973                                                           | Vestiges archéologiques                                                          |
| Église Saint-Roch d'Aiguèze                                                       | Aiguèze                                                                                   |                                                                 | 44° 21′ 00″ nord, 4° 32′ 10″ est                               | « PA00125479 »                                                 | Inscrit                                                        | 1993                                                           | Église Saint-Roch d'Aiguèze                                                      |
| Grotte Chabot                                                                     | Aiguèze                                                                                   | Gorges de l'Ardèche                                             | 44° 19′ 22″ nord, 4° 32′ 28″ est                               | « PA00102945 »                                                 | Classé                                                         | 1903                                                           | Grotte Chabot                                                                    |
| Grotte aux points                                                                 | Aiguèze                                                                                   |                                                                 | 44° 20′ 13″ nord, 4° 29′ 21″ est                               | « PA00135379 »                                                 | Inscrit                                                        | 1995                                                           | Image manquante Téléverser                                                       |
| Pié de Mounié                                                                     | Aiguèze                                                                                   |                                                                 | 44° 19′ 11″ nord, 4° 29′ 52″ est                               | « PA00102944 »                                                 | Classé                                                         | 1889                                                           | Pié de Mounié                                                                    |
| Site de la Magdeleine                                                             | Aiguèze                                                                                   |                                                                 | 44° 20′ 25″ nord, 4° 30′ 17″ est                               | « PA30000113 »                                                 | inscrit                                                        | 2015                                                           | Site de la Magdeleine                                                            |
| Château de Teillan                                                                | Aimargues                                                                                 | Chemin de Teillan                                               | 43° 39′ 35″ nord, 4° 11′ 23″ est                               | « PA00102946 »                                                 | Inscrit                                                        | 1995                                                           | Château de Teillan                                                               |
| Stèles funéraires antiques                                                        | Aimargues                                                                                 | Chemin du cimetière                                             | 43° 41′ 12″ nord, 4° 12′ 54″ est                               | « PA00102947 »                                                 | Classé                                                         | 1978                                                           | Image manquante Téléverser                                                       |
| Casernes Thoiras                                                                  | Alès                                                                                      | Rue Pasteur                                                     | 44° 07′ 30″ nord, 4° 04′ 42″ est                               | « PA00132610 »                                                 | Inscrit                                                        | 1994                                                           | Casernes Thoiras                                                                 |
| Cathédrale Saint-Jean-Baptiste d'Alès                                             | Alès                                                                                      |                                                                 | 44° 07′ 24″ nord, 4° 04′ 37″ est                               | « PA00102948 »                                                 | Classé                                                         | 1914                                                           | Cathédrale Saint-Jean-Baptiste d'Alès                                            |
| Fort d'Alès                                                                       | Alès                                                                                      |                                                                 | 44° 07′ 33″ nord, 4° 04′ 30″ est                               | « PA00102949 »                                                 | Inscrit                                                        | 1973                                                           | Fort d'Alès                                                                      |
| Hôtel de ville d'Alès                                                             | Alès                                                                                      |                                                                 | 44° 07′ 30″ nord, 4° 04′ 38″ est                               | « PA00102950 »                                                 | Inscrit                                                        | 1963                                                           | Hôtel de ville d'Alès                                                            |
| Monument aux morts                                                                | Alès                                                                                      |                                                                 | 44° 07′ 32″ nord, 4° 04′ 34″ est                               | « PA30000128 »                                                 | inscrit                                                        | 2018                                                           | Image manquante Téléverser                                                       |
| Oppidum d'Alès                                                                    | Alès                                                                                      | Promenade de l'Ermitage                                         | 44° 07′ 30″ nord, 4° 03′ 49″ est                               | « PA00102951 »                                                 | Classé                                                         | 1980                                                           | Image manquante Téléverser                                                       |
| Palais épiscopal d'Alès                                                           | Alès                                                                                      |                                                                 | 44° 07′ 24″ nord, 4° 04′ 37″ est                               | « PA00102952 »                                                 | Classé                                                         | 1964                                                           | Palais épiscopal d'Alès                                                          |
| Château d'Allègre                                                                 | Allègre-les-Fumades                                                                       |                                                                 | 44° 11′ 44″ nord, 4° 16′ 01″ est                               | « PA30000002 »                                                 | Inscrit                                                        | 1997                                                           | Château d'Allègre                                                                |
| Fontaine couverte d'Anduze                                                        | Anduze                                                                                    |                                                                 | 44° 03′ 17″ nord, 3° 59′ 08″ est                               | « PA00102953 »                                                 | Classé                                                         | 1914                                                           | Fontaine couverte d'Anduze                                                       |
| Grand temple d'Anduze                                                             | Anduze                                                                                    |                                                                 | 44° 03′ 13″ nord, 3° 59′ 12″ est                               | « PA00102954 »                                                 | Classé                                                         | 1979                                                           | Grand temple d'Anduze                                                            |
| Tour de l'Horloge                                                                 | Anduze                                                                                    |                                                                 | 44° 03′ 15″ nord, 3° 59′ 14″ est                               | « PA00102955 »                                                 | Inscrit                                                        | 1978                                                           | Tour de l'Horloge                                                                |
| Presbytère des Angles                                                             | Les Angles                                                                                |                                                                 | 43° 57′ 10″ nord, 4° 46′ 00″ est                               | « PA00102956 »                                                 | Classé                                                         | 1912                                                           | Image manquante Téléverser                                                       |
| Arènes d'Aramon                                                                   | Aramon                                                                                    |                                                                 | 43° 53′ 24″ nord, 4° 41′ 03″ est                               | « PA00125480 »                                                 | Inscrit                                                        | 1993                                                           | Image manquante Téléverser                                                       |
| Château d'Aramon                                                                  | Aramon                                                                                    |                                                                 | 43° 53′ 27″ nord, 4° 40′ 53″ est                               | « PA00135380 »                                                 | Inscrit                                                        | 1995                                                           | Château d'Aramon                                                                 |
| Église Saint-Pancrace d'Aramon                                                    | Aramon                                                                                    |                                                                 | 43° 53′ 23″ nord, 4° 40′ 51″ est                               | « PA00102957 »                                                 | Inscrit                                                        | 2007                                                           | Église Saint-Pancrace d'Aramon                                                   |
| Halle d'Aramon                                                                    | Aramon                                                                                    |                                                                 | 43° 53′ 23″ nord, 4° 40′ 48″ est                               | « PA00102958 »                                                 | Inscrit                                                        | 1984                                                           | Image manquante Téléverser                                                       |
| Hôtel de Laudun                                                                   | Aramon                                                                                    | 3 rue de Voltaire                                               | 43° 53′ 25″ nord, 4° 40′ 51″ est                               | « PA30000003 »                                                 | Inscrit                                                        | 1997                                                           | Hôtel de Laudun                                                                  |
| Hôtel Sauvan                                                                      | Aramon                                                                                    | Rue de Choisity                                                 | 43° 53′ 25″ nord, 4° 40′ 55″ est                               | « PA00102959 »                                                 | Classé                                                         | 1976                                                           | Hôtel Sauvan                                                                     |
| Hôtel de ville d'Aramon                                                           | Aramon                                                                                    |                                                                 | 43° 53′ 24″ nord, 4° 40′ 50″ est                               | « PA00102960 »                                                 | Classé                                                         | 1907                                                           | Hôtel de ville d'Aramon                                                          |
| Tour du Bréchet                                                                   | Aramon                                                                                    |                                                                 | 43° 53′ 25″ nord, 4° 40′ 56″ est                               | « PA30000121 »                                                 | Inscrit                                                        | 2016                                                           | Tour du Bréchet                                                                  |
| Aqueduc de Nîmes                                                                  | Argilliers Également sur Saint-Maximin, Uzès et Vers-Pont-du-Gard                         |                                                                 | à géolocaliser                                                 | « PA30000004 » « PA30000010 »                                  | Inscrit                                                        | 1997                                                           | Image manquante Téléverser                                                       |
| Château de Castille                                                               | Argilliers                                                                                | Chemin du Château                                               | 43° 58′ 26″ nord, 4° 29′ 54″ est                               | « PA00102961 »                                                 | Classé Inscrit                                                 | 1983 2006                                                      | Château de Castille                                                              |
| Maison Fage                                                                       | Arpaillargues-et-Aureillac                                                                | 1 rue du Temple                                                 | 44° 00′ 01″ nord, 4° 22′ 20″ est                               | « PA00102962 »                                                 | Inscrit                                                        | 1964                                                           | Image manquante Téléverser                                                       |
| Chapelle Saint-Nazaire de Marissargues                                            | Aubais                                                                                    | Marissargues                                                    | 43° 44′ 50″ nord, 4° 09′ 35″ est                               | « PA30000122 »                                                 | Inscrit                                                        | 2016                                                           | Chapelle Saint-Nazaire de Marissargues                                           |
| Château d'Aubais                                                                  | Aubais                                                                                    | Place du Château                                                | 43° 45′ 14″ nord, 4° 08′ 45″ est                               | « PA30000015 »                                                 | Inscrit Classé                                                 | 1998 2010                                                      | Château d'Aubais                                                                 |
| Plan des Théâtres                                                                 | Aubais                                                                                    | Place du Château                                                | 43° 45′ 14″ nord, 4° 08′ 45″ est                               | « PA30000078 »                                                 | Inscrit                                                        | 2003                                                           | Plan des Théâtres                                                                |
| Château du Cheylard                                                               | Aujac                                                                                     |                                                                 | 44° 20′ 49″ nord, 4° 01′ 38″ est                               | « PA00102963 »                                                 | Inscrit                                                        | 1949                                                           | Château du Cheylard                                                              |
| Église Saint-Martin d'Aujac                                                       | Aujac                                                                                     |                                                                 | 44° 20′ 53″ nord, 4° 00′ 51″ est                               | « PA00102964 »                                                 | Inscrit                                                        | 1949                                                           | Image manquante Téléverser                                                       |
| Château d'Aujargues                                                               | Aujargues                                                                                 |                                                                 | 43° 47′ 10″ nord, 4° 07′ 20″ est                               | « PA30000106 »                                                 | Inscrit                                                        | 2014                                                           | Château d'Aujargues                                                              |
| Église Saint-Martin d'Aujargues                                                   | Aujargues                                                                                 | Rue de la République                                            | 43° 47′ 20″ nord, 4° 07′ 22″ est                               | « PA00102965 »                                                 | Inscrit                                                        | 1984                                                           | Église Saint-Martin d'Aujargues                                                  |
| Chapelle Saint-Martin-de-Saduran                                                  | Bagnols-sur-Cèze                                                                          |                                                                 | 44° 10′ 54″ nord, 4° 36′ 27″ est                               | « PA00102966 »                                                 | Inscrit                                                        | 1949                                                           | Chapelle Saint-Martin-de-Saduran                                                 |
| Église Saint-Jean-Baptiste de Bagnols-sur-Cèze                                    | Bagnols-sur-Cèze                                                                          | Place Saint-Jean                                                | 44° 09′ 45″ nord, 4° 37′ 13″ est                               | « PA30000101 »                                                 | Inscrit                                                        | 2013                                                           | Église Saint-Jean-Baptiste de Bagnols-sur-Cèze                                   |
| Hôtel                                                                             | Bagnols-sur-Cèze                                                                          | 19 rue de la République                                         | 44° 09′ 47″ nord, 4° 37′ 11″ est                               | « PA30000039 »                                                 | Inscrit                                                        | 2002                                                           | Image manquante Téléverser                                                       |
| Hôtel de la Gorce                                                                 | Bagnols-sur-Cèze                                                                          | 3 rue Fernand-Crémieux                                          | 44° 09′ 44″ nord, 4° 37′ 14″ est                               | « PA00102968 »                                                 | Inscrit                                                        | 1949                                                           | Image manquante Téléverser                                                       |
| Hôtel de ville de Bagnols-sur-Cèze                                                | Bagnols-sur-Cèze                                                                          | Place Auguste Mallet                                            | 44° 09′ 43″ nord, 4° 37′ 13″ est                               | « PA00102969 »                                                 | Inscrit                                                        | 1939                                                           | Hôtel de ville de Bagnols-sur-Cèze                                               |
| Maison                                                                            | Bagnols-sur-Cèze                                                                          | 15 rue Fernand-Crémieux                                         | 44° 09′ 43″ nord, 4° 37′ 16″ est                               | « PA00102970 »                                                 | Inscrit                                                        | 1949                                                           | Image manquante Téléverser                                                       |
| Manoir de Maransan                                                                | Bagnols-sur-Cèze                                                                          |                                                                 | 44° 10′ 30″ nord, 4° 38′ 29″ est                               | « PA00102971 »                                                 | Inscrit                                                        | 1949                                                           | Image manquante Téléverser                                                       |
| Abbaye des Bernardines de Valsauve                                                | Bagnols-sur-Cèze                                                                          | 10 rue Fernand-Crémieux                                         | 44° 09′ 43″ nord, 4° 37′ 16″ est                               | « PA00102967 »                                                 | Inscrit                                                        | 1939                                                           | Abbaye des Bernardines de Valsauve                                               |
| Tour de l'Horloge                                                                 | Bagnols-sur-Cèze                                                                          | 5 rue de l'Horloge                                              | 44° 09′ 44″ nord, 4° 37′ 09″ est                               | « PA00102972 »                                                 | Inscrit                                                        | 1939                                                           | Tour de l'Horloge                                                                |
| Villa de la cité du Bosquet                                                       | Bagnols-sur-Cèze                                                                          | 5 avenue de la Mayre                                            | 44° 09′ 32″ nord, 4° 37′ 28″ est                               | « PA30000108 »                                                 | Inscrit                                                        | 2014                                                           | Villa de la cité du Bosquet                                                      |
| Villa de la cité du Bosquet                                                       | Bagnols-sur-Cèze                                                                          | 21 avenue de la Mayre                                           | 44° 09′ 25″ nord, 4° 37′ 25″ est                               | « PA30000107 »                                                 | Inscrit                                                        | 2014                                                           | Villa de la cité du Bosquet                                                      |
| Château de Barjac                                                                 | Barjac                                                                                    |                                                                 | 44° 18′ 29″ nord, 4° 20′ 46″ est                               | « PA00125481 »                                                 | Inscrit                                                        | 1993                                                           | Château de Barjac                                                                |
| Dolmens de Barjac                                                                 | Barjac                                                                                    |                                                                 | 44° 19′ 02″ nord, 4° 22′ 48″ est                               | « PA00102973 »                                                 | Classé                                                         | 1889                                                           | Dolmens de Barjac                                                                |
| Temple protestant de Beauvoisin                                                   | Beauvoisin                                                                                | Place du Temple                                                 | 43° 43′ 04″ nord, 4° 19′ 29″ est                               | « PA30000091 »                                                 | Inscrit                                                        | 2012                                                           | Temple protestant de Beauvoisin                                                  |
|                                                                                   | Beaucaire                                                                                 | Voir liste des monuments historiques de Beaucaire               | Voir liste des monuments historiques de Beaucaire              | Voir liste des monuments historiques de Beaucaire              | Voir liste des monuments historiques de Beaucaire              | Voir liste des monuments historiques de Beaucaire              | Voir liste des monuments historiques de Beaucaire                                |
| Prieuré Saint-Vincent-de-Broussan                                                 | Bellegarde                                                                                | Broussan                                                        | 43° 44′ 19″ nord, 4° 28′ 03″ est                               | « PA00103024 »                                                 | Classé Inscrit                                                 | 1984                                                           | Prieuré Saint-Vincent-de-Broussan                                                |
| Castellas de Belvézet                                                             | Belvézet                                                                                  |                                                                 | 44° 04′ 59″ nord, 4° 21′ 22″ est                               | « PA30000017 »                                                 | Inscrit                                                        | 1998                                                           | Image manquante Téléverser                                                       |
| Église Saint-André de Belvézet                                                    | Belvézet                                                                                  | Rue de l'Ancienne Église                                        | 44° 04′ 47″ nord, 4° 22′ 18″ est                               | « PA30000029 »                                                 | Inscrit                                                        | 2000                                                           | Image manquante Téléverser                                                       |
| Église Saint-André de Bernis                                                      | Bernis                                                                                    | Route de Camargue                                               | 43° 46′ 01″ nord, 4° 17′ 19″ est                               | « PA00103025 »                                                 | Inscrit                                                        | 2006                                                           | Église Saint-André de Bernis                                                     |
| Temple protestant de Bernis                                                       | Bernis                                                                                    | Place du Temple                                                 | 43° 45′ 54″ nord, 4° 17′ 13″ est                               | « PA30000092 »                                                 | Inscrit                                                        | 2012                                                           | Image manquante Téléverser                                                       |
| Aqueduc de Nîmes                                                                  | Bezouce                                                                                   |                                                                 | à géolocaliser                                                 | « PA30000028 »                                                 | Inscrit                                                        | 1999                                                           | Aqueduc de Nîmes                                                                 |
| Grotte des Baumelles                                                              | Blandas                                                                                   | Place de l'Église Rue du Château                                | 43° 54′ 53″ nord, 3° 31′ 35″ est                               | « PA30000109 »                                                 | Classé                                                         | 2016                                                           | Image manquante Téléverser                                                       |
| Château de Blauzac                                                                | Blauzac                                                                                   | Place de l'Église Rue du Château                                | 43° 57′ 53″ nord, 4° 22′ 11″ est                               | « PA30000061 »                                                 | Inscrit                                                        | 2006                                                           | Image manquante Téléverser                                                       |
| Prieuré Notre-Dame-du-Colombier de Gaujac                                         | Boisset-et-Gaujac                                                                         |                                                                 | 44° 02′ 34″ nord, 4° 00′ 53″ est                               | « PA30000013 »                                                 | Inscrit                                                        | 1998                                                           | Image manquante Téléverser                                                       |
| Gare de Ners                                                                      | Boucoiran-et-Nozières                                                                     |                                                                 | 44° 00′ 58″ nord, 4° 09′ 29″ est                               | « PA00103026 »                                                 | Inscrit                                                        | 1987                                                           | Gare de Ners                                                                     |
| Oppidum du Grand Ranc                                                             | Boucoiran-et-Nozières                                                                     |                                                                 | 43° 59′ 37″ nord, 4° 10′ 24″ est                               | « PA00103332 »                                                 | Inscrit                                                        | 1990                                                           | Image manquante Téléverser                                                       |
| Église Saint-Pierre de Blannaves                                                  | Branoux-les-Taillades                                                                     | Blannaves                                                       | 44° 14′ 12″ nord, 3° 58′ 19″ est                               | « PA00103027 »                                                 | Inscrit                                                        | 1949                                                           | Église Saint-Pierre de Blannaves                                                 |
| Enceinte de Brignon                                                               | Brignon                                                                                   |                                                                 | 43° 59′ 23″ nord, 4° 12′ 52″ est                               | « PA30000070 »                                                 | Inscrit                                                        | 2008                                                           | Enceinte de Brignon                                                              |
| Château du Patron                                                                 | Brouzet-lès-Quissac                                                                       |                                                                 | 43° 51′ 13″ nord, 3° 59′ 15″ est                               | « PA30000016 »                                                 | Inscrit                                                        | 1998                                                           | Image manquante Téléverser                                                       |
| Église de Saint-Michel de La Cadière-et-Cambo                                     | La Cadière-et-Cambo                                                                       |                                                                 | 43° 57′ 26″ nord, 3° 48′ 29″ est                               | « PA00103028 »                                                 | Inscrit                                                        | 1983                                                           | Église de Saint-Michel de La Cadière-et-Cambo                                    |
| Arènes du Cailar                                                                  | Le Cailar                                                                                 | Boulevard Marquis de Baroncelli                                 | 43° 40′ 26″ nord, 4° 14′ 06″ est                               | « PA00125482 »                                                 | Inscrit                                                        | 1993                                                           | Arènes du Cailar                                                                 |
| Église Saint-Étienne du Cailar                                                    | Le Cailar                                                                                 |                                                                 | 43° 40′ 27″ nord, 4° 14′ 15″ est                               | « PA00103029 »                                                 | Inscrit                                                        | 1951                                                           | Église Saint-Étienne du Cailar                                                   |
| Temple protestant de La Calmette                                                  | La Calmette                                                                               | Rue du Temple                                                   | 43° 55′ 20″ nord, 4° 15′ 55″ est                               | « PA00103337 »                                                 | Inscrit                                                        | 1991                                                           | Temple protestant de La Calmette                                                 |
| Église Saint-Saturnin de Calvisson                                                | Calvisson                                                                                 |                                                                 | 43° 47′ 09″ nord, 4° 11′ 38″ est                               | « PA00103030 »                                                 | Inscrit                                                        | 1949                                                           | Église Saint-Saturnin de Calvisson                                               |
| Sépultures néolithiques de Cante-Perdrix                                          | Calvisson                                                                                 |                                                                 | 43° 47′ 03″ nord, 4° 10′ 26″ est                               | « PA00103031 »                                                 | Classé                                                         | 1913                                                           | Image manquante Téléverser                                                       |
| Maison Margarot                                                                   | Calvisson                                                                                 |                                                                 | 43° 47′ 10″ nord, 4° 11′ 36″ est                               | « PA30000085 »                                                 | Inscrit                                                        | 2011                                                           | Maison Margarot                                                                  |
| Peyre de Cabusso Ludo                                                             | Campestre-et-Luc                                                                          |                                                                 | 43° 56′ 53″ nord, 3° 21′ 50″ est                               | « PA00103032 »                                                 | Classé                                                         | 1889                                                           | Image manquante Téléverser                                                       |
| Château de Cardet                                                                 | Cardet                                                                                    | Place du Château                                                | 44° 01′ 35″ nord, 4° 04′ 43″ est                               | « PA00125483 »                                                 | Inscrit                                                        | 1993                                                           | Image manquante Téléverser                                                       |
| Église Notre-Dame de Carsan                                                       | Carsan                                                                                    |                                                                 | 44° 14′ 16″ nord, 4° 35′ 37″ est                               | « PA00103033 »                                                 | Inscrit                                                        | 1976                                                           | Église Notre-Dame de Carsan                                                      |
| Ancienne forge de Castillon-du-Gard                                               | Castillon-du-Gard                                                                         | Rue du Presbytère                                               | 43° 58′ 16″ nord, 4° 33′ 13″ est                               | « PA00103037 »                                                 | Inscrit                                                        | 1985                                                           | Image manquante Téléverser                                                       |
| Chapelle Saint-Caprais de Castillon-du-Gard                                       | Castillon-du-Gard                                                                         |                                                                 | 43° 58′ 30″ nord, 4° 32′ 51″ est                               | « PA00103034 »                                                 | Inscrit                                                        | 1945                                                           | Chapelle Saint-Caprais de Castillon-du-Gard                                      |
| Immeuble                                                                          | Castillon-du-Gard                                                                         | 6 rue des Marchands                                             | 43° 58′ 17″ nord, 4° 33′ 15″ est                               | « PA00103035 »                                                 | Inscrit                                                        | 1972                                                           | Image manquante Téléverser                                                       |
| Immeuble                                                                          | Castillon-du-Gard                                                                         | 10 rue Turion-Sabatier                                          | 43° 58′ 16″ nord, 4° 33′ 15″ est                               | « PA00103036 »                                                 | Inscrit                                                        | 1972                                                           | Image manquante Téléverser                                                       |
| Borne milliaire de Caveirac                                                       | Caveirac                                                                                  | Place du Château                                                | 43° 49′ 33″ nord, 4° 15′ 39″ est                               | « PA00103038 »                                                 | Classé                                                         | 1911                                                           | Borne milliaire de Caveirac                                                      |
| Château de Caveirac                                                               | Caveirac                                                                                  |                                                                 | 43° 49′ 34″ nord, 4° 15′ 38″ est                               | « PA00103039 »                                                 | Classé Inscrit                                                 | 1998 2015                                                      | Château de Caveirac                                                              |
| Église Saint-Adrien de Caveirac                                                   | Caveirac                                                                                  | Rue de l'Église                                                 | 43° 49′ 33″ nord, 4° 15′ 42″ est                               | « PA00103040 »                                                 | Inscrit                                                        | 1972                                                           | Église Saint-Adrien de Caveirac                                                  |
| Château de la Fare                                                                | Cavillargues                                                                              | Rue du Marquis de Nicolaï                                       | 44° 06′ 52″ nord, 4° 31′ 23″ est                               | « PA00103326 »                                                 | Inscrit                                                        | 1990                                                           | Image manquante Téléverser                                                       |
| Ermitage Notre-Dame-du-Saint-Sépulcre                                             | Cavillargues                                                                              |                                                                 | 44° 07′ 21″ nord, 4° 32′ 05″ est                               | « PA00103041 »                                                 | Inscrit                                                        | 1981                                                           | Ermitage Notre-Dame-du-Saint-Sépulcre                                            |
| Abbatiale Saint-Martin de Cendras                                                 | Cendras                                                                                   |                                                                 | 44° 09′ 19″ nord, 4° 03′ 15″ est                               | « PA00103042 »                                                 | Inscrit                                                        | 1971                                                           | Abbatiale Saint-Martin de Cendras                                                |
| Viaduc de Chamborigaud                                                            | Chamborigaud Également sur Chambon                                                        |                                                                 | 44° 18′ 19″ nord, 3° 59′ 15″ est                               | « PA00103043 »                                                 | Inscrit                                                        | 1984                                                           | Viaduc de Chamborigaud                                                           |
| Ermitage de Collias                                                               | Collias                                                                                   | Combe de l'Ermitage                                             | 43° 56′ 24″ nord, 4° 29′ 16″ est                               | « PA00103044 »                                                 | Classé                                                         | 1934                                                           | Image manquante Téléverser                                                       |
| Grotte des Colonnes                                                               | Collias                                                                                   |                                                                 | 43° 56′ 23″ nord, 4° 29′ 19″ est                               | « PA00103045 »                                                 | Classé                                                         | 1931                                                           | Image manquante Téléverser                                                       |
| Statues-menhirs de Collorgues                                                     | Collorgues                                                                                |                                                                 | à géolocaliser                                                 | « PA00103046 »                                                 | Classé                                                         | 1927                                                           | Statues-menhirs de Collorgues                                                    |
| Site archéologique de Saint-Roman-d'Aiguille                                      | Comps Également sur Beaucaire                                                             |                                                                 | 43° 50′ 19″ nord, 4° 36′ 36″ est                               | « PA00103047 »                                                 | Inscrit                                                        | 1935                                                           | Site archéologique de Saint-Roman-d'Aiguille                                     |
| Église Saint-Étienne de Concoules                                                 | Concoules                                                                                 |                                                                 | 44° 22′ 49″ nord, 3° 56′ 19″ est                               | « PA00103048 »                                                 | Inscrit                                                        | 1949                                                           | Église Saint-Étienne de Concoules                                                |
| Église Notre-Dame et Saint-André de Congénies                                     | Congénies                                                                                 | Rue du Fort                                                     | 43° 46′ 39″ nord, 4° 09′ 37″ est                               | « PA00103049 »                                                 | Inscrit                                                        | 1949                                                           | Église Notre-Dame et Saint-André de Congénies                                    |
| Église Saint-André de Conqueyrac                                                  | Conqueyrac                                                                                |                                                                 | 43° 57′ 08″ nord, 3° 54′ 29″ est                               | « PA00103050 »                                                 | Inscrit                                                        | 1973                                                           | Image manquante Téléverser                                                       |
| Église de la Nativité-de-Marie de Courry                                          | Courry                                                                                    |                                                                 | 44° 17′ 51″ nord, 4° 09′ 27″ est                               | « PA00103051 »                                                 | Inscrit                                                        | 1982                                                           | Image manquante Téléverser                                                       |
| Église Saint-Vincent de Cros                                                      | Cros                                                                                      |                                                                 | 43° 59′ 14″ nord, 3° 50′ 14″ est                               | « PA00103052 »                                                 | Inscrit                                                        | 1961                                                           | Église Saint-Vincent de Cros                                                     |
| Église Saint-Étienne de Domessargues                                              | Domessargues                                                                              | Rue du Huit-Mai 1945                                            | 43° 58′ 38″ nord, 4° 10′ 07″ est                               | « PA00103053 »                                                 | Inscrit                                                        | 1971                                                           | Église Saint-Étienne de Domessargues                                             |
| Château de Durfort                                                                | Durfort-et-Saint-Martin-de-Sossenac                                                       | Plan de la Tour                                                 | 43° 59′ 28″ nord, 3° 57′ 19″ est                               | « PA30000073 »                                                 | Inscrit                                                        | 2008                                                           | Château de Durfort                                                               |
| Église de Saint-Martin-de-Corconac                                                | L'Estréchure                                                                              |                                                                 | 44° 06′ 09″ nord, 3° 48′ 01″ est                               | « PA30000099 »                                                 | Inscrit                                                        | 2012                                                           | Image manquante Téléverser                                                       |
| Château de Fourques                                                               | Fourques                                                                                  | Chemin du Château                                               | 43° 41′ 39″ nord, 4° 36′ 44″ est                               | « PA00103054 »                                                 | Classé                                                         | 1913                                                           | Château de Fourques                                                              |
| Pont de Fourques                                                                  | Fourques Également sur Arles (Bouches-du-Rhône)                                           | Avenue du Vieux Pont                                            | 43° 41′ 20″ nord, 4° 36′ 49″ est                               | « PA00103055 »                                                 | Inscrit                                                        | 1988                                                           | Pont de Fourques                                                                 |
| Château de Fressac                                                                | Fressac                                                                                   |                                                                 | 43° 59′ 34″ nord, 3° 55′ 02″ est                               | « PA00103339 »                                                 | Inscrit                                                        | 1992                                                           | Château de Fressac                                                               |
| Logis seigneurial de Gajan                                                        | Gajan                                                                                     | 1 rue de la Glacière                                            | 43° 53′ 51″ nord, 4° 12′ 52″ est                               | « PA30000071 »                                                 | Inscrit                                                        | 2008                                                           | Image manquante Téléverser                                                       |
| Château de Thomas Burnet                                                          | Gallargues-le-Montueux                                                                    | 2 place Brun-Bayle                                              | 43° 43′ 19″ nord, 4° 10′ 41″ est                               | « PA30000034 »                                                 | Inscrit                                                        | 2001                                                           | Château de Thomas Burnet                                                         |
| Église Saint-Martin de Gallargues-le-Montueux                                     | Gallargues-le-Montueux                                                                    | Place Esprit Fléchier                                           | 43° 43′ 18″ nord, 4° 10′ 13″ est                               | « PA00103056 »                                                 | Inscrit                                                        | 1986                                                           | Église Saint-Martin de Gallargues-le-Montueux                                    |
| Hôpital Saint-Jacques                                                             | Gallargues-le-Montueux                                                                    | 1 rue de la Bonnette-Rouge                                      | 43° 43′ 18″ nord, 4° 10′ 26″ est                               | « PA30000033 »                                                 | Inscrit                                                        | 2001                                                           | Hôpital Saint-Jacques                                                            |
| Monument aux morts                                                                | Gallargues-le-Montueux                                                                    |                                                                 | 43° 43′ 21″ nord, 4° 10′ 24″ est                               | « PA30000130 »                                                 | inscrit                                                        | 2018                                                           | Monument aux morts                                                               |
| Pont Ambroix                                                                      | Gallargues-le-Montueux Également sur Villetelle (Hérault)                                 |                                                                 | 43° 43′ 02″ nord, 4° 09′ 07″ est                               | « PA00103057 »                                                 | Classé                                                         | 1840                                                           | Pont Ambroix                                                                     |
| Tour romaine de Gallargues-le-Montueux                                            | Gallargues-le-Montueux                                                                    |                                                                 | à géolocaliser                                                 | « PA30000095 »                                                 | Classé                                                         | 1875                                                           | Tour romaine de Gallargues-le-Montueux                                           |
| Temple protestant de Gallargues-le-Montueux                                       | Gallargues-le-Montueux                                                                    | place Thomas-Burnet                                             | 43° 43′ 22″ nord, 4° 10′ 24″ est                               | « PA30000114 »                                                 | inscrit                                                        | 2015                                                           | Temple protestant de Gallargues-le-Montueux                                      |
| Grotte d'Oullins                                                                  | Le Garn                                                                                   |                                                                 | 44° 20′ 30″ nord, 4° 27′ 27″ est                               | « PA00103058 »                                                 | Classé                                                         | 1911                                                           | Image manquante Téléverser                                                       |
| Château de Gaujac                                                                 | Gaujac                                                                                    | Rue du Château                                                  | 44° 04′ 44″ nord, 4° 34′ 40″ est                               | « PA00103059 »                                                 | Inscrit                                                        | 1980                                                           | Château de Gaujac                                                                |
| Oppidum de Gaujac                                                                 | Gaujac                                                                                    | Saint-Vincent                                                   | 44° 04′ 40″ nord, 4° 33′ 34″ est                               | « PA00103060 »                                                 | Inscrit                                                        | 1974                                                           | Oppidum de Gaujac                                                                |
| Château de Générac                                                                | Générac                                                                                   | Rue du Château                                                  | 43° 43′ 33″ nord, 4° 20′ 54″ est                               | « PA00125484 »                                                 | Inscrit                                                        | 1993                                                           | Château de Générac                                                               |
| Bambouseraie de Prafrance                                                         | Générargues                                                                               |                                                                 | 44° 04′ 13″ nord, 3° 58′ 38″ est                               | « PA30000074 »                                                 | Inscrit                                                        | 2008                                                           | Bambouseraie de Prafrance                                                        |
| Église Notre-Dame-et-Saint-Michel de Goudargues                                   | Goudargues                                                                                | Rue de l'Église                                                 | 44° 12′ 54″ nord, 4° 28′ 10″ est                               | « PA00103061 »                                                 | Inscrit                                                        | 1939                                                           | Église Notre-Dame-et-Saint-Michel de Goudargues                                  |
| Prieuré de Goudargues                                                             | Goudargues                                                                                | La Bastide                                                      | 44° 12′ 13″ nord, 4° 28′ 06″ est                               | « PA00103062 »                                                 | Inscrit                                                        | 1939                                                           | Image manquante Téléverser                                                       |
| Monument aux morts                                                                | La Grand-Combe                                                                            |                                                                 | 44° 12′ 37″ nord, 4° 01′ 45″ est                               | « PA30000131 »                                                 | inscrit                                                        | 2018                                                           | Monument aux morts                                                               |
| Puits Ricard                                                                      | La Grand-Combe                                                                            | Rue Victor Fumat                                                | 44° 13′ 14″ nord, 4° 02′ 04″ est                               | « PA30000072 »                                                 | Inscrit                                                        | 2008                                                           | Puits Ricard                                                                     |
| Ancien phare du Grau d'Aigues-Mortes                                              | Le Grau-du-Roi                                                                            | 2 quai Général-de-Gaulle                                        | 43° 32′ 11″ nord, 4° 08′ 04″ est                               | « PA30000088 »                                                 | Inscrit                                                        | 2012                                                           | Ancien phare du Grau d'Aigues-Mortes                                             |
| Phare de l'Espiguette                                                             | Le Grau-du-Roi                                                                            | L'Espiguette                                                    | 43° 29′ 16″ nord, 4° 08′ 31″ est                               | « PA30000089 »                                                 | Classé                                                         | 2012                                                           | Phare de l'Espiguette                                                            |
| Chapelle Saint-Laurent de Jonquières-Saint-Vincent                                | Jonquières-Saint-Vincent                                                                  |                                                                 | 43° 49′ 54″ nord, 4° 34′ 35″ est                               | « PA00103063 »                                                 | Classé                                                         | 1926                                                           | Chapelle Saint-Laurent de Jonquières-Saint-Vincent                               |
| Via Domitienne                                                                    | Jonquières-Saint-Vincent Également sur Beaucaire, Redessan, et Castelnau-le-Lez (Hérault) | Chemin des Romains                                              | à géolocaliser                                                 | « PA00103064 »                                                 | Inscrit                                                        | 1987                                                           | Via Domitienne                                                                   |
| Mas de Christin                                                                   | Junas                                                                                     |                                                                 | 43° 45′ 40″ nord, 4° 06′ 07″ est                               | « PA00103065 »                                                 | Inscrit                                                        | 1985                                                           | Image manquante Téléverser                                                       |
| Château de Lascours                                                               | Laudun-l'Ardoise                                                                          |                                                                 | 44° 06′ 08″ nord, 4° 40′ 42″ est                               | « PA00103066 »                                                 | Classé Inscrit                                                 | 1980 2008                                                      | Château de Lascours                                                              |
| Aqueduc de Nîmes                                                                  | Lédenon                                                                                   |                                                                 | à géolocaliser                                                 | « PA30000019 »                                                 | Inscrit                                                        | 1998                                                           | Image manquante Téléverser                                                       |
| Château de Lédenon                                                                | Lédenon                                                                                   |                                                                 | 43° 55′ 06″ nord, 4° 30′ 26″ est                               | « PA00103334 »                                                 | Inscrit                                                        | 1990                                                           | Image manquante Téléverser                                                       |
| Villa solaire Gosselin                                                            | Lédenon                                                                                   | Les garrigues basses, chemin des Grandes-Vignes                 | 43° 54′ 26″ nord, 4° 31′ 28″ est                               | « PA30000083 »                                                 | Inscrit                                                        | 2011                                                           | Villa solaire Gosselin                                                           |
| Château de Lézan                                                                  | Lézan                                                                                     | 16 place du Château                                             | 44° 00′ 47″ nord, 4° 03′ 00″ est                               | « PA30000020 »                                                 | Inscrit                                                        | 1998                                                           | Château de Lézan                                                                 |
| Église basse de Lirac                                                             | Lirac                                                                                     | Rue du Pont de Nizon                                            | 44° 02′ 13″ nord, 4° 41′ 29″ est                               | « PA00103327 »                                                 | Classé                                                         | 1992                                                           | Image manquante Téléverser                                                       |
| Château de Fan                                                                    | Lussan                                                                                    |                                                                 | 44° 09′ 24″ nord, 4° 21′ 31″ est                               | « PA00103067 »                                                 | Inscrit                                                        | 1972                                                           | Château de Fan                                                                   |
| Château de Lussan                                                                 | Lussan                                                                                    | Place du Château                                                | 44° 09′ 14″ nord, 4° 22′ 01″ est                               | « PA00103068 »                                                 | Inscrit Classé                                                 | 1926 1985                                                      | Château de Lussan                                                                |
| Menhir de la Pierre Plantée                                                       | Lussan                                                                                    |                                                                 | 44° 11′ 35″ nord, 4° 23′ 39″ est                               | « PA00103069 »                                                 | Classé                                                         | 1910                                                           | Menhir de la Pierre Plantée                                                      |
| Temple protestant de Lussan                                                       | Lussan                                                                                    | Rue de la Ritournelle                                           | 44° 09′ 08″ nord, 4° 22′ 00″ est                               | « PA30000115 »                                                 | inscrit                                                        | 2015                                                           | Image manquante Téléverser                                                       |
| Église Saint-Pierre de Malons                                                     | Malons-et-Elze                                                                            |                                                                 | 44° 25′ 04″ nord, 4° 01′ 25″ est                               | « PA00103070 »                                                 | Inscrit                                                        | 1949                                                           | Image manquante Téléverser                                                       |
| Borne milliaire de Manduel                                                        | Manduel                                                                                   | Place de la Mairie                                              | 43° 49′ 08″ nord, 4° 28′ 25″ est                               | « PA00103071 »                                                 | Classé                                                         | 1973                                                           | Borne milliaire de Manduel                                                       |
| Église de Manduel                                                                 | Manduel                                                                                   |                                                                 | 43° 49′ 08″ nord, 4° 28′ 24″ est                               | « PA30000123 »                                                 | Inscrit                                                        | 2016                                                           | Église de Manduel                                                                |
| Aqueduc de Nîmes                                                                  | Marguerittes                                                                              |                                                                 | à géolocaliser                                                 | « PA30000026 »                                                 | Inscrit                                                        | 1999                                                           | Image manquante Téléverser                                                       |
| Ancienne église paroissiale de Marguerittes                                       | Marguerittes                                                                              |                                                                 | à géolocaliser                                                 | « PA30000116 »                                                 | Inscrit                                                        | 2015                                                           | Image manquante Téléverser                                                       |
| Cippe funéraire de Meynes                                                         | Meynes                                                                                    | Rue du Four                                                     | 43° 52′ 56″ nord, 4° 33′ 40″ est                               | « PA00103072 »                                                 | Classé                                                         | 1955                                                           | Image manquante Téléverser                                                       |
| Église Notre-Dame de Meyrannes                                                    | Meyrannes                                                                                 | Chemin de l'Église                                              | 44° 16′ 11″ nord, 4° 09′ 55″ est                               | « PA30000050 »                                                 | Inscrit                                                        | 2003                                                           | Église Notre-Dame de Meyrannes                                                   |
| Pont des Camisards                                                                | Mialet                                                                                    |                                                                 | 44° 06′ 42″ nord, 3° 56′ 19″ est                               | « PA00103073 »                                                 | Classé                                                         | 1974                                                           | Pont des Camisards                                                               |
| Château de Montalet (Molières-sur-Cèze)                                           | Molières-sur-Cèze                                                                         |                                                                 | 44° 15′ 57″ nord, 4° 10′ 20″ est                               | « PA30000005 »                                                 | Inscrit                                                        | 1997                                                           | Château de Montalet (Molières-sur-Cèze)                                          |
| Oppidum de Vié-Cioutat                                                            | Mons Également sur Monteils                                                               |                                                                 | 44° 06′ 04″ nord, 4° 10′ 40″ est                               | « PA00103074 »                                                 | Inscrit                                                        | 1982                                                           | Image manquante Téléverser                                                       |
| Carrière romaine de Mathieu                                                       | Montagnac                                                                                 |                                                                 | 43° 55′ 27″ nord, 4° 09′ 13″ est                               | « PA00103075 »                                                 | Inscrit                                                        | 1987                                                           | Image manquante Téléverser                                                       |
| Château de Montaren-et-Saint-Médiers                                              | Montaren-et-Saint-Médiers                                                                 | Rue de l'Arcade                                                 | 44° 01′ 50″ nord, 4° 22′ 45″ est                               | « PA00103076 »                                                 | Classé                                                         | 1930                                                           | Image manquante Téléverser                                                       |
| Château de Montclus                                                               | Montclus                                                                                  |                                                                 | 44° 15′ 41″ nord, 4° 25′ 13″ est                               | « PA00103077 »                                                 | Classé                                                         | 1977                                                           | Château de Montclus                                                              |
| Mas du Grand Galès                                                                | Montclus                                                                                  |                                                                 | 44° 16′ 27″ nord, 4° 25′ 51″ est                               | « PA00103328 »                                                 | Inscrit                                                        | 1990                                                           | Image manquante Téléverser                                                       |
| Château de Montdardier                                                            | Montdardier                                                                               |                                                                 | 43° 55′ 42″ nord, 3° 35′ 33″ est                               | « PA00103078 »                                                 | Inscrit                                                        | 1989                                                           | Château de Montdardier                                                           |
| Château de la Basse-Cour                                                          | Monteils                                                                                  |                                                                 | 44° 05′ 22″ nord, 4° 10′ 49″ est                               | « PA00103079 »                                                 | Inscrit                                                        | 1927                                                           | Image manquante Téléverser                                                       |
| Oppidum de Vié-Cioutat                                                            | Monteils Également sur Mons                                                               |                                                                 | 44° 06′ 04″ nord, 4° 10′ 40″ est                               | « PA00103081 »                                                 | Inscrit                                                        | 1982                                                           | Image manquante Téléverser                                                       |
| Temple protestant de Monteils                                                     | Monteils                                                                                  |                                                                 | 44° 05′ 21″ nord, 4° 10′ 54″ est                               | « PA00103080 »                                                 | Inscrit                                                        | 1927                                                           | Image manquante Téléverser                                                       |
| Château de Montfaucon                                                             | Montfaucon                                                                                | Montée du Vieux Château                                         | 44° 04′ 34″ nord, 4° 45′ 18″ est                               | « PA00103082 »                                                 | Inscrit                                                        | 1926                                                           | Château de Montfaucon                                                            |
| Château de Montfrin                                                               | Montfrin                                                                                  |                                                                 | 43° 52′ 38″ nord, 4° 35′ 38″ est                               | « PA00103083 »                                                 | Inscrit Classé                                                 | 1956 1985                                                      | Château de Montfrin                                                              |
| Commanderie de Montfrin                                                           | Montfrin                                                                                  | 64 avenue Pierre Mendès-France Rue Haute                        | 43° 52′ 40″ nord, 4° 35′ 34″ est                               | « PA30000048 »                                                 | Inscrit                                                        | 2003                                                           | Commanderie de Montfrin                                                          |
| Église Notre-Dame-de-Malpas de Montfrin                                           | Montfrin                                                                                  | Avenue Pierre Mendès-France                                     | 43° 52′ 39″ nord, 4° 35′ 34″ est                               | « PA00103084 »                                                 | Inscrit                                                        | 1926                                                           | Église Notre-Dame-de-Malpas de Montfrin                                          |
| Hôtel de Calvières                                                                | Montfrin                                                                                  | 44-46 avenue Pierre-Mendès-France 1 rue Haute Rue des Templiers | 43° 52′ 38″ nord, 4° 35′ 34″ est                               | « PA30000049 »                                                 | Inscrit                                                        | 2003                                                           | Image manquante Téléverser                                                       |
| Carrière romaine du Roquet                                                        | Montmirat                                                                                 |                                                                 | 43° 53′ 57″ nord, 4° 08′ 50″ est                               | « PA00103085 »                                                 | Inscrit                                                        | 1987                                                           | Image manquante Téléverser                                                       |
| Château de Montpezat                                                              | Montpezat                                                                                 | Rue de la Tour                                                  | 43° 51′ 01″ nord, 4° 09′ 22″ est                               | « PA00103086 »                                                 | Inscrit                                                        | 1949                                                           | Château de Montpezat                                                             |
| Temple protestant de Moussac                                                      | Moussac                                                                                   | Place de la Mairie                                              | 43° 58′ 51″ nord, 4° 13′ 28″ est                               | « PA00103087 »                                                 | Inscrit                                                        | 1977                                                           | Temple protestant de Moussac                                                     |
| Tour seigneuriale de Moussac                                                      | Moussac                                                                                   | Rue de la Tour                                                  | 43° 58′ 52″ nord, 4° 13′ 25″ est                               | « PA30000063 »                                                 | Inscrit                                                        | 2007                                                           | Tour seigneuriale de Moussac                                                     |
| Enceinte préhistorique des Castels                                                | Nages-et-Solorgues                                                                        |                                                                 | à géolocaliser                                                 | « PA00103088 »                                                 | Classé                                                         | 1913                                                           | Image manquante Téléverser                                                       |
| Oppidum de Nages                                                                  | Nages-et-Solorgues Également sur Saint-Dionisy                                            |                                                                 | 43° 47′ 59″ nord, 4° 13′ 34″ est                               | « PA00103089 »                                                 | Inscrit Classé                                                 | 1980 2006                                                      | Oppidum de Nages                                                                 |
| Château, église Saint-Nazaire et presbytère de Navacelles                         | Navacelles                                                                                | Rue du Château Grand Rue                                        | 44° 09′ 46″ nord, 4° 14′ 27″ est                               | « PA00103090 »                                                 | Inscrit                                                        | 1978                                                           | Château, église Saint-Nazaire et presbytère de Navacelles                        |
|                                                                                   | Nîmes                                                                                     | Voir liste des monuments historiques de Nîmes                   | Voir liste des monuments historiques de Nîmes                  | Voir liste des monuments historiques de Nîmes                  | Voir liste des monuments historiques de Nîmes                  | Voir liste des monuments historiques de Nîmes                  | Voir liste des monuments historiques de Nîmes                                    |
| Église de la Dormition de Peyremale                                               | Peyremale                                                                                 |                                                                 | 44° 18′ 10″ nord, 4° 04′ 02″ est                               | « PA00103156 »                                                 | Inscrit                                                        | 1981                                                           | Image manquante Téléverser                                                       |
| Église Saint-Marcel de Fontfouilhouse                                             | Les Plantiers                                                                             | Saint-Marcel                                                    | 44° 07′ 29″ nord, 3° 42′ 34″ est                               | « PA00103157 »                                                 | Inscrit                                                        | 1986                                                           | Image manquante Téléverser                                                       |
| Château de Brésis                                                                 | Ponteils-et-Brésis                                                                        | Brésis                                                          | 44° 23′ 03″ nord, 3° 58′ 57″ est                               | « PA30000006 »                                                 | Inscrit                                                        | 1997                                                           | Château de Brésis                                                                |
| Chapelle des Minimes de Pont-Saint-Esprit                                         | Pont-Saint-Esprit                                                                         |                                                                 | 44° 15′ 25″ nord, 4° 38′ 56″ est                               | « PA00103158 »                                                 | Inscrit                                                        | 1950                                                           | Chapelle des Minimes de Pont-Saint-Esprit                                        |
| Chapelle des Pénitents de Pont-Saint-Esprit                                       | Pont-Saint-Esprit                                                                         | Place Saint-Pierre                                              | 44° 15′ 25″ nord, 4° 39′ 02″ est                               | « PA00103159 »                                                 | Inscrit                                                        | 2005                                                           | Chapelle des Pénitents de Pont-Saint-Esprit                                      |
| Citadelle de Pont-Saint-Esprit Collégiale du Saint-Esprit (chapelle de l'hôpital) | Pont-Saint-Esprit                                                                         |                                                                 | 44° 15′ 32″ nord, 4° 39′ 00″ est                               | « PA00103160 »                                                 | Classé Inscrit                                                 | 1910 1951                                                      | Citadelle de Pont-Saint-EspritCollégiale du Saint-Esprit (chapelle de l'hôpital) |
| Église Saint-Pierre de Pont-Saint-Esprit                                          | Pont-Saint-Esprit                                                                         | Place Saint-Pierre                                              | 44° 15′ 25″ nord, 4° 39′ 04″ est                               | « PA00103161 »                                                 | Classé                                                         | 1988                                                           | Église Saint-Pierre de Pont-Saint-Esprit                                         |
| Église Saint-Saturnin de Pont-Saint-Esprit                                        | Pont-Saint-Esprit                                                                         | Place Saint-Pierre                                              | 44° 15′ 27″ nord, 4° 39′ 03″ est                               | « PA30000100 »                                                 | Inscrit                                                        | 2012                                                           | Église Saint-Saturnin de Pont-Saint-Esprit                                       |
| Escalier                                                                          | Pont-Saint-Esprit                                                                         | Place Saint-Pierre Quai Albert de Luynes                        | 44° 15′ 26″ nord, 4° 39′ 05″ est                               | « PA30000110 »                                                 | Inscrit                                                        | 2014                                                           | Escalier                                                                         |
| Hôtel                                                                             | Pont-Saint-Esprit                                                                         | 10 rue Haut-Mazeau                                              | 44° 15′ 22″ nord, 4° 39′ 03″ est                               | « PA30000024 »                                                 | Inscrit                                                        | 1999                                                           | Hôtel                                                                            |
| Hôtel de Lisleroy                                                                 | Pont-Saint-Esprit                                                                         | 12 place de l'Hôtel-de-Ville                                    | 44° 15′ 21″ nord, 4° 39′ 04″ est                               | « PA00103163 »                                                 | Classé                                                         | 1968                                                           | Hôtel de Lisleroy                                                                |
| Hôtel de Roubin                                                                   | Pont-Saint-Esprit                                                                         | 8 rue Saint-Jacques                                             | 44° 15′ 18″ nord, 4° 39′ 03″ est                               | « PA00103164 »                                                 | Inscrit                                                        | 1938                                                           | Hôtel de Roubin                                                                  |
| Hôtel-Dieu de Pont-Saint-Esprit                                                   | Pont-Saint-Esprit                                                                         | 9 boulevard Carnot Rue Jean-Moulin                              | 44° 15′ 15″ nord, 4° 39′ 00″ est                               | « PA00103162 »                                                 | Inscrit                                                        | 2005                                                           | Hôtel-Dieu de Pont-Saint-Esprit                                                  |
| Lavoir de Pont-Saint-Esprit                                                       | Pont-Saint-Esprit                                                                         | Rue Jean-Moulin                                                 | 44° 15′ 13″ nord, 4° 39′ 02″ est                               | « PA30000059 »                                                 | Inscrit                                                        | 2005                                                           | Lavoir de Pont-Saint-Esprit                                                      |
| Maison                                                                            | Pont-Saint-Esprit                                                                         | 5 rue de l'Ancienne-Prison                                      | à géolocaliser                                                 | « PA00103167 »                                                 | Inscrit                                                        | 1954                                                           | Image manquante Téléverser                                                       |
| Maison                                                                            | Pont-Saint-Esprit                                                                         | 7 place du Couvent                                              | 44° 15′ 24″ nord, 4° 38′ 57″ est                               | « PA00103168 »                                                 | Inscrit                                                        | 1954                                                           | Maison                                                                           |
| Maison                                                                            | Pont-Saint-Esprit                                                                         | 29bis place du Plan                                             | 44° 15′ 29″ nord, 4° 39′ 00″ est                               | « PA00103169 »                                                 | Inscrit                                                        | 1954                                                           | Image manquante Téléverser                                                       |
| Maison                                                                            | Pont-Saint-Esprit                                                                         | 33 rue des Trois-Journées                                       | 44° 15′ 30″ nord, 4° 38′ 54″ est                               | « PA00103170 »                                                 | Inscrit                                                        | 1954                                                           | Image manquante Téléverser                                                       |
| Maison des Chevaliers                                                             | Pont-Saint-Esprit                                                                         | 2 rue Saint-Jacques                                             | 44° 15′ 19″ nord, 4° 39′ 03″ est                               | « PA00103165 »                                                 | Classé                                                         | 1992                                                           | Maison des Chevaliers                                                            |
| Maison du Roi                                                                     | Pont-Saint-Esprit                                                                         | 2 avenue Pasteur                                                | 44° 15′ 31″ nord, 4° 39′ 01″ est                               | « PA00103166 »                                                 | Inscrit                                                        | 1946                                                           | Maison du Roi                                                                    |
| Porte de Pont-Saint-Esprit                                                        | Pont-Saint-Esprit                                                                         | 11 rue de l'Ancienne-prison                                     | à géolocaliser                                                 | « PA00103171 »                                                 | Inscrit                                                        | 1945                                                           | Image manquante Téléverser                                                       |
| Château de Portes                                                                 | Portes                                                                                    |                                                                 | 44° 16′ 05″ nord, 4° 01′ 38″ est                               | « PA00103172 »                                                 | Classé                                                         | 1984                                                           | Château de Portes                                                                |
| Château de Pougnadoresse                                                          | Pougnadoresse                                                                             |                                                                 | 44° 05′ 35″ nord, 4° 30′ 25″ est                               | « PA30000090 »                                                 | Inscrit                                                        | 2011                                                           | Image manquante Téléverser                                                       |
| Église Saint-Michel de Poulx                                                      | Poulx                                                                                     | Place de l'Église                                               | 43° 54′ 39″ nord, 4° 25′ 28″ est                               | « PA00103173 »                                                 | Inscrit                                                        | 1972                                                           | Église Saint-Michel de Poulx                                                     |
| Château de Pouzilhac                                                              | Pouzilhac                                                                                 | Rue de l'Église                                                 | 44° 02′ 30″ nord, 4° 34′ 45″ est                               | « PA30000014 »                                                 | Inscrit                                                        | 1998                                                           | Château de Pouzilhac                                                             |
| Tour des remparts de Pouzilhac                                                    | Pouzilhac                                                                                 | Rue du Château                                                  | 44° 02′ 29″ nord, 4° 34′ 44″ est                               | « PA00103174 »                                                 | Inscrit                                                        | 1947                                                           | Tour des remparts de Pouzilhac                                                   |
| Temple protestant de Quissac                                                      | Quissac                                                                                   | Place du Tivoli                                                 | 43° 54′ 27″ nord, 3° 59′ 56″ est                               | « PA30000093 »                                                 | Inscrit                                                        | 2012                                                           | Temple protestant de Quissac                                                     |
| Via Domitienne                                                                    | Redessan Également sur Beaucaire, Jonquières-Saint-Vincent, et Castelnau-le-Lez (Hérault) | Chemin romain                                                   | à géolocaliser                                                 | « PA00103175 »                                                 | Inscrit                                                        | 1987                                                           | Image manquante Téléverser                                                       |
| Aqueduc de Nîmes                                                                  | Remoulins                                                                                 |                                                                 | à géolocaliser                                                 | « PA30000021 »                                                 | Inscrit                                                        | 1998                                                           | Image manquante Téléverser                                                       |
| Aqueduc de Remoulins                                                              | Remoulins                                                                                 |                                                                 | 43° 56′ 31″ nord, 4° 32′ 35″ est                               | « PA00103176 »                                                 | Classé Inscrit                                                 | 1979                                                           | Image manquante Téléverser                                                       |
| Château de Rabasse                                                                | Remoulins                                                                                 |                                                                 | 43° 56′ 06″ nord, 4° 34′ 49″ est                               | « PA30000001 »                                                 | Inscrit                                                        | 1996                                                           | Château de Rabasse                                                               |
| Église Notre-Dame-de-Bethléem de Remoulins                                        | Remoulins                                                                                 | Rue de la Mairie                                                | 43° 56′ 27″ nord, 4° 33′ 33″ est                               | « PA30000030 »                                                 | Inscrit                                                        | 2000                                                           | Église Notre-Dame-de-Bethléem de Remoulins                                       |
| Pont suspendu de Remoulins                                                        | Remoulins                                                                                 | Rue de l'Ancien Pont                                            | 43° 56′ 13″ nord, 4° 33′ 31″ est                               | « PA00103177 »                                                 | Inscrit                                                        | 1939                                                           | Pont suspendu de Remoulins                                                       |
| Porte de Remoulins                                                                | Remoulins                                                                                 | Place du Portail                                                | 43° 56′ 24″ nord, 4° 33′ 35″ est                               | « PA00103178 »                                                 | Inscrit                                                        | 1949                                                           | Porte de Remoulins                                                               |
| Château de Ribaute                                                                | Ribaute-les-Tavernes                                                                      | 1 allée des Tilleuls                                            | 44° 02′ 15″ nord, 4° 04′ 49″ est                               | « PA00103179 »                                                 | Inscrit                                                        | 2007                                                           | Château de Ribaute                                                               |
| Château de Theyrargues                                                            | Rivières                                                                                  |                                                                 | 44° 13′ 40″ nord, 4° 16′ 52″ est                               | « PA00103180 »                                                 | Inscrit                                                        | 1974                                                           | Image manquante Téléverser                                                       |
| Hôpital de Rivières                                                               | Rivières                                                                                  |                                                                 | 44° 13′ 35″ nord, 4° 16′ 36″ est                               | « PA30000076 »                                                 | Inscrit                                                        | 2009                                                           | Image manquante Téléverser                                                       |
| Église du Castelas de Rochefort-du-Gard                                           | Rochefort-du-Gard                                                                         | Montée de la Vieille Église                                     | 43° 58′ 27″ nord, 4° 41′ 27″ est                               | « PA30000102 »                                                 | Inscrit                                                        | 2013                                                           | Église du Castelas de Rochefort-du-Gard                                          |
| Sanctuaire de Notre-Dame-de-Grâce de Rochefort-du-Gard                            | Rochefort-du-Gard                                                                         |                                                                 | 43° 58′ 59″ nord, 4° 41′ 47″ est                               | « PA30000103 »                                                 | Inscrit                                                        | 2013                                                           | Sanctuaire de Notre-Dame-de-Grâce de Rochefort-du-Gard                           |
| Château de Madières                                                               | Rogues                                                                                    | Madières                                                        | 43° 51′ 21″ nord, 3° 33′ 48″ est                               | « PA00103181 »                                                 | Inscrit                                                        | 1986                                                           | Château de Madières                                                              |
| Cippe funéraire de La Roque-sur-Cèze                                              | La Roque-sur-Cèze                                                                         |                                                                 | à géolocaliser                                                 | « PA00103182 »                                                 | Classé                                                         | 1912                                                           | Image manquante Téléverser                                                       |
| Pont Charles-Martel sur la Cèze                                                   | La Roque-sur-Cèze                                                                         | R.N. 166                                                        | 44° 11′ 35″ nord, 4° 31′ 23″ est                               | « PA00103183 »                                                 | Classé                                                         | 1980                                                           | Pont Charles-Martel sur la Cèze                                                  |
| Château de Roquemaure                                                             | Roquemaure                                                                                | Rue du Rhône                                                    | 44° 03′ 14″ nord, 4° 46′ 50″ est                               | « PA00103184 »                                                 | Inscrit                                                        | 1949                                                           | Château de Roquemaure                                                            |
| Collégiale Saint-Jean-Baptiste de Roquemaure                                      | Roquemaure                                                                                | Place Clément V                                                 | 44° 03′ 06″ nord, 4° 46′ 42″ est                               | « PA30000007 »                                                 | Inscrit                                                        | 1997                                                           | Collégiale Saint-Jean-Baptiste de Roquemaure                                     |
| Hôtel de ville de Roquemaure                                                      | Roquemaure                                                                                | 1 place de la Mairie                                            | 44° 03′ 07″ nord, 4° 46′ 44″ est                               | « PA00103185 »                                                 | Inscrit                                                        | 1949                                                           | Hôtel de ville de Roquemaure                                                     |
| Maison du Cardinal                                                                | Roquemaure                                                                                | 1 place Clément V Cours Bridaine                                | 44° 03′ 06″ nord, 4° 46′ 41″ est                               | « PA00103186 »                                                 | Inscrit                                                        | 1949                                                           | Maison du Cardinal                                                               |
| Tour carrée de Roquemaure                                                         | Roquemaure                                                                                | Rue du Rhône                                                    | 44° 03′ 13″ nord, 4° 46′ 48″ est                               | « PA00103187 »                                                 | Inscrit                                                        | 1957                                                           | Tour carrée de Roquemaure                                                        |
| Château de Rousson                                                                | Rousson                                                                                   | Chemin du Château                                               | 44° 11′ 07″ nord, 4° 08′ 12″ est                               | « PA00103188 »                                                 | Inscrit                                                        | 1972                                                           | Château de Rousson                                                               |
| Église Saint-Martin de Rousson                                                    | Rousson                                                                                   | Chemin du Plateau                                               | 44° 11′ 51″ nord, 4° 08′ 42″ est                               | « PA00103189 »                                                 | Inscrit                                                        | 1963                                                           | Église Saint-Martin de Rousson                                                   |
| Chapelle Saint-Symphorien de Boussargues                                          | Sabran                                                                                    |                                                                 | 44° 08′ 22″ nord, 4° 35′ 05″ est                               | « PA00103190 »                                                 | Classé                                                         | 1984                                                           | Chapelle Saint-Symphorien de Boussargues                                         |
| Ancienne église castrale Sainte-Agathe et vestiges du château                     | Sabran                                                                                    |                                                                 | 44° 09′ 06″ nord, 4° 32′ 51″ est                               | « PA30000124 »                                                 | Inscrit                                                        | 2016                                                           | Image manquante Téléverser                                                       |
| Maison                                                                            | Saint-André-de-Majencoules                                                                | Le Rey                                                          | 43° 59′ 58″ nord, 3° 39′ 54″ est                               | « PA00103196 »                                                 | Inscrit                                                        | 1980                                                           | Image manquante Téléverser                                                       |
| Château de Nogaret                                                                | Saint-André-de-Valborgne                                                                  | Nogaret                                                         | 44° 10′ 03″ nord, 3° 40′ 36″ est                               | « PA00103195 »                                                 | Inscrit                                                        | 1984                                                           | Image manquante Téléverser                                                       |
| Maison-forte de Saint-André-de-Valborgne                                          | Saint-André-de-Valborgne                                                                  |                                                                 | 44° 09′ 21″ nord, 3° 41′ 01″ est                               | « PA00103194 »                                                 | Inscrit                                                        | 1979                                                           | Image manquante Téléverser                                                       |
| Aqueduc de Nîmes                                                                  | Saint-Bonnet-du-Gard                                                                      |                                                                 | à géolocaliser                                                 | « PA30000022 »                                                 | Inscrit                                                        | 1998                                                           | Image manquante Téléverser                                                       |
| Église Saint-Bonnet de Saint-Bonnet-du-Gard                                       | Saint-Bonnet-du-Gard                                                                      |                                                                 | 43° 55′ 36″ nord, 4° 32′ 51″ est                               | « PA00103197 »                                                 | Classé                                                         | 1907                                                           | Église Saint-Bonnet de Saint-Bonnet-du-Gard                                      |
| Château du Castellas                                                              | Saint-Bonnet-de-Salendrinque                                                              |                                                                 | 44° 02′ 00″ nord, 3° 52′ 00″ est                               | « PA00103198 »                                                 | Inscrit                                                        | 1980                                                           | Château du Castellas                                                             |
| Château de Saint-Chaptes                                                          | Saint-Chaptes                                                                             | Avenue Raoul Vezol                                              | 43° 58′ 12″ nord, 4° 16′ 47″ est                               | « PA00103199 »                                                 | Inscrit                                                        | 1988                                                           | Château de Saint-Chaptes                                                         |
| Domaine de la Tour                                                                | Saint-Chaptes                                                                             | La Tour                                                         | 43° 57′ 25″ nord, 4° 17′ 14″ est                               | « PA00103200 »                                                 | Classé                                                         | 2011                                                           | Image manquante Téléverser                                                       |
| Pyramide de Saint-Christol-lès-Alès                                               | Saint-Christol-lès-Alès                                                                   | Rond-point du Huit-Mai 1945                                     | 44° 05′ 02″ nord, 4° 04′ 37″ est                               | « PA00103201 »                                                 | Inscrit                                                        | 1939                                                           | Pyramide de Saint-Christol-lès-Alès                                              |
| Oppidum de Mauressip                                                              | Saint-Côme-et-Maruéjols                                                                   |                                                                 | 43° 49′ 53″ nord, 4° 11′ 23″ est                               | « PA00103202 »                                                 | Classé Inscrit                                                 | 1978 1982                                                      | Oppidum de Mauressip                                                             |
| Oppidum de Nages                                                                  | Saint-Dionisy Également sur Nages-et-Solorgues                                            |                                                                 | 43° 47′ 59″ nord, 4° 13′ 34″ est                               | « PA00103203 »                                                 | Inscrit Classé                                                 | 1980 2006                                                      | Oppidum de Nages                                                                 |
| Église Sainte-Anastasie de Russan                                                 | Sainte-Anastasie                                                                          | Avenue des Gorges                                               | 43° 56′ 05″ nord, 4° 19′ 17″ est                               | « PA30000057 »                                                 | Inscrit                                                        | 2005                                                           | Église Sainte-Anastasie de Russan                                                |
| Grotte de Labaume-Latrone                                                         | Sainte-Anastasie                                                                          |                                                                 | 43° 55′ 49″ nord, 4° 20′ 04″ est                               | « PA00103191 »                                                 | Classé                                                         | 1941                                                           | Image manquante Téléverser                                                       |
| Oppidum de Castelvielh                                                            | Sainte-Anastasie                                                                          |                                                                 | 43° 55′ 23″ nord, 4° 19′ 33″ est                               | « PA00103192 »                                                 | Inscrit                                                        | 1979                                                           | Image manquante Téléverser                                                       |
| Prieuré Saint-Nicolas de Campagnac                                                | Sainte-Anastasie                                                                          | Saint-Nicolas de Campagnac                                      | 43° 56′ 34″ nord, 4° 22′ 36″ est                               | « PA00103193 »                                                 | Inscrit                                                        | 1987                                                           | Prieuré Saint-Nicolas de Campagnac                                               |
| Église Saint-Félix de Saint-Félix-de-Pallières                                    | Saint-Félix-de-Pallières                                                                  |                                                                 | 44° 01′ 22″ nord, 3° 55′ 55″ est                               | « PA00103204 »                                                 | Classé                                                         | 1967                                                           | Image manquante Téléverser                                                       |
| Aqueduc de Nîmes                                                                  | Saint-Gervasy                                                                             |                                                                 | à géolocaliser                                                 | « PA30000027 »                                                 | Inscrit                                                        | 1999                                                           | Image manquante Téléverser                                                       |
| Église abbatiale de Saint-Gilles du Gard                                          | Saint-Gilles                                                                              | Place de la République                                          | 43° 40′ 36″ nord, 4° 25′ 56″ est                               | « PA00103208 »                                                 | Classé                                                         | 1840                                                           | Église abbatiale de Saint-Gilles du Gard                                         |
| Abbaye de Saint-Gilles                                                            | Saint-Gilles                                                                              | Rue Vis Saint-Gilles Place Émile Zola                           | 43° 40′ 36″ nord, 4° 25′ 58″ est                               | « PA00103205 »                                                 | Classé Inscrit Classé                                          | 1984 2014 2018                                                 | Abbaye de Saint-Gilles                                                           |
| Chapelle Sainte-Colombe                                                           | Saint-Gilles                                                                              | Sainte-Colombe                                                  | 43° 41′ 54″ nord, 4° 21′ 03″ est                               | « PA00103206 »                                                 | Inscrit                                                        | 1949                                                           | Image manquante Téléverser                                                       |
| Château d'Espeyran                                                                | Saint-Gilles                                                                              |                                                                 | 43° 38′ 38″ nord, 4° 24′ 13″ est                               | « PA00103207 »                                                 | Inscrit                                                        | 2009                                                           | Château d'Espeyran                                                               |
| Maison                                                                            | Saint-Gilles                                                                              | 4 rue Baudin                                                    | 43° 40′ 37″ nord, 4° 25′ 51″ est                               | « PA00103210 »                                                 | Inscrit                                                        | 1963                                                           | Image manquante Téléverser                                                       |
| Maison                                                                            | Saint-Gilles                                                                              | 5 place Ernest-Blanc                                            | 43° 40′ 35″ nord, 4° 26′ 00″ est                               | « PA00103211 »                                                 | Inscrit                                                        | 1964                                                           | Image manquante Téléverser                                                       |
| Maison                                                                            | Saint-Gilles                                                                              | Grande-Rue Rue de l'Hôtel-de-Ville                              | 43° 40′ 38″ nord, 4° 25′ 55″ est                               | « PA00103212 »                                                 | Inscrit                                                        | 1949                                                           | Image manquante Téléverser                                                       |
| Maison                                                                            | Saint-Gilles                                                                              | 31 rue de l'Hôtel-de-Ville                                      | 43° 40′ 37″ nord, 4° 26′ 00″ est                               | « PA00103213 »                                                 | Inscrit                                                        | 1936                                                           | Image manquante Téléverser                                                       |
| Maison                                                                            | Saint-Gilles                                                                              | Place de la Liberté                                             | 43° 40′ 39″ nord, 4° 25′ 51″ est                               | « PA00103214 »                                                 | Inscrit                                                        | 1949                                                           | Image manquante Téléverser                                                       |
| Maison                                                                            | Saint-Gilles                                                                              | 5 place de la Liberté Rue Lamartine                             | 43° 40′ 39″ nord, 4° 25′ 50″ est                               | « PA00103215 »                                                 | Inscrit                                                        | 1963                                                           | Image manquante Téléverser                                                       |
| Maison romane de Saint-Gilles                                                     | Saint-Gilles                                                                              | Place de la Maison-Romane                                       | 43° 40′ 37″ nord, 4° 25′ 52″ est                               | « PA00103209 »                                                 | Classé                                                         | 1862                                                           | Maison romane de Saint-Gilles                                                    |
| Mas de Liviers                                                                    | Saint-Gilles                                                                              |                                                                 | 43° 40′ 37″ nord, 4° 25′ 52″ est                               | « PA00103216 »                                                 | Inscrit                                                        | 1935                                                           | Image manquante Téléverser                                                       |
| Église Saint-Hilaire de Saint-Hilaire-de-Brethmas                                 | Saint-Hilaire-de-Brethmas                                                                 | Rue de l'Église                                                 | 44° 04′ 50″ nord, 4° 07′ 32″ est                               | « PA00103217 »                                                 | Inscrit                                                        | 1963                                                           | Image manquante Téléverser                                                       |
| Chapelle Saint-Étienne de Saint-Hilaire-d'Ozilhan                                 | Saint-Hilaire-d'Ozilhan                                                                   |                                                                 | 43° 57′ 49″ nord, 4° 35′ 39″ est                               | « PA00132869 »                                                 | Inscrit                                                        | 1994                                                           | Chapelle Saint-Étienne de Saint-Hilaire-d'Ozilhan                                |
| Château de Saint-Hippolyte-de-Caton                                               | Saint-Hippolyte-de-Caton                                                                  | Rue du Château                                                  | 44° 04′ 13″ nord, 4° 12′ 12″ est                               | « PA30000062 »                                                 | Inscrit                                                        | 2006                                                           | Château de Saint-Hippolyte-de-Caton                                              |
| Domaine des Graves                                                                | Saint-Hippolyte-du-Fort                                                                   | Chemin des Graves                                               | 43° 57′ 45″ nord, 3° 51′ 48″ est                               | « PA30000065 »                                                 | Inscrit                                                        | 2007                                                           | Image manquante Téléverser                                                       |
| Dolmen de Rascassols                                                              | Saint-Hippolyte-du-Fort                                                                   |                                                                 | 43° 58′ 01″ nord, 3° 52′ 20″ est                               | « PA00103333 »                                                 | Inscrit                                                        | 1990                                                           | Dolmen de Rascassols                                                             |
| Immeuble Dugas                                                                    | Saint-Hippolyte-du-Fort                                                                   | Cours Gambetta                                                  | 43° 58′ 00″ nord, 3° 51′ 21″ est                               | « PA00103218 »                                                 | Inscrit                                                        | 1941                                                           | Image manquante Téléverser                                                       |
| Monument aux morts de l'école militaire préparatoire                              | Saint-Hippolyte-du-Fort                                                                   | Place du 8-Mai                                                  | 43° 57′ 54″ nord, 3° 51′ 13″ est                               | « PA30000133 »                                                 | inscrit                                                        | 2018                                                           | Monument aux morts de l'école militaire préparatoire                             |
| Église Saint-Jean-Baptiste de Saint-Jean-du-Gard                                  | Saint-Jean-du-Gard                                                                        | Rue Pasteur                                                     | 44° 06′ 17″ nord, 3° 53′ 06″ est                               | « PA00103219 »                                                 | Inscrit                                                        | 1963                                                           | Église Saint-Jean-Baptiste de Saint-Jean-du-Gard                                 |
| Filature Maison Rouge                                                             | Saint-Jean-du-Gard                                                                        | 5 rue de l'Industrie                                            | 44° 06′ 15″ nord, 3° 53′ 09″ est                               | « PA30000047 »                                                 | Inscrit                                                        | 2003                                                           | Filature Maison Rouge                                                            |
| Monument aux morts                                                                | Saint-Jean-du-Gard                                                                        |                                                                 | 44° 06′ 18″ nord, 3° 52′ 53″ est                               | « PA30000134 »                                                 | inscrit                                                        | 2018                                                           | Image manquante Téléverser                                                       |
| Pont sur le Gardon                                                                | Saint-Jean-du-Gard                                                                        |                                                                 | 44° 06′ 17″ nord, 3° 52′ 50″ est                               | « PA00103220 »                                                 | Inscrit                                                        | 1950                                                           | Pont sur le Gardon                                                               |
| Château d'Avéjan                                                                  | Saint-Jean-de-Maruéjols-et-Avéjan                                                         | Rue du Château                                                  | 44° 16′ 30″ nord, 4° 18′ 35″ est                               | « PA30000127 »                                                 | Inscrit                                                        | 2018                                                           | Image manquante Téléverser                                                       |
| Château de Sauvages                                                               | Saint-Jean-du-Pin                                                                         |                                                                 | 44° 08′ 00″ nord, 4° 02′ 31″ est                               |                                                                | Non-inscrit                                                    |                                                                | Château de Sauvages                                                              |
| Abbaye de Psalmodie                                                               | Saint-Laurent-d'Aigouze                                                                   |                                                                 | 43° 36′ 15″ nord, 4° 12′ 56″ est                               | « PA00103221 »                                                 | Classé Inscrit                                                 | 1984                                                           | Abbaye de Psalmodie                                                              |
| Arènes de Saint-Laurent-d'Aigouze                                                 | Saint-Laurent-d'Aigouze                                                                   | Place de la République                                          | 43° 38′ 03″ nord, 4° 11′ 44″ est                               | « PA00125486 »                                                 | Inscrit                                                        | 1993                                                           | Image manquante Téléverser                                                       |
| Château de Calvières                                                              | Saint-Laurent-d'Aigouze                                                                   | 19 rue Blanqui                                                  | 43° 38′ 06″ nord, 4° 11′ 42″ est                               | « PA30000035 »                                                 | Inscrit                                                        | 2001                                                           | Image manquante Téléverser                                                       |
| Fort de Peccais                                                                   | Saint-Laurent-d'Aigouze                                                                   |                                                                 | 43° 30′ 30″ nord, 4° 15′ 32″ est                               | « PA00103222 »                                                 | Inscrit                                                        | 1978                                                           | Fort de Peccais                                                                  |
| Tour Carbonnière                                                                  | Saint-Laurent-d'Aigouze                                                                   | Route d'Aigues-Mortes                                           | 43° 35′ 32″ nord, 4° 12′ 34″ est                               | « PA00103223 »                                                 | Classé                                                         | 1889                                                           | Tour Carbonnière                                                                 |
| Église Saint-Laurent de Saint-Laurent-des-Arbres                                  | Saint-Laurent-des-Arbres                                                                  |                                                                 | 44° 03′ 17″ nord, 4° 42′ 00″ est                               | « PA00103224 »                                                 | Classé                                                         | 1892                                                           | Église Saint-Laurent de Saint-Laurent-des-Arbres                                 |
| Remparts de Saint-Laurent-des-Arbres                                              | Saint-Laurent-des-Arbres                                                                  |                                                                 | 44° 03′ 18″ nord, 4° 41′ 58″ est                               | « PA00103225 »                                                 | Classé                                                         | 1892 1941                                                      | Remparts de Saint-Laurent-des-Arbres                                             |
| Château de Saint-Laurent-le-Minier                                                | Saint-Laurent-le-Minier                                                                   |                                                                 | 43° 55′ 59″ nord, 3° 39′ 18″ est                               | « PA00103226 »                                                 | Inscrit                                                        | 1988                                                           | Château de Saint-Laurent-le-Minier                                               |
| Fort de Saint-Laurent-la-Vernède                                                  | Saint-Laurent-la-Vernède                                                                  | Rue du Fort                                                     | 44° 06′ 18″ nord, 4° 27′ 32″ est                               | « PA30000051 »                                                 | Inscrit                                                        | 2003                                                           | Image manquante Téléverser                                                       |
| Aqueduc de Nîmes                                                                  | Saint-Maximin Également sur Argilliers, Uzès et Vers-Pont-du-Gard                         |                                                                 | à géolocaliser                                                 | « PA30000009 » « PA30000010 »                                  | Inscrit                                                        | 1997                                                           | Image manquante Téléverser                                                       |
| Château de Saint-Maximin                                                          | Saint-Maximin                                                                             | Rue du Château                                                  | 43° 59′ 38″ nord, 4° 27′ 00″ est                               | « PA30000008 »                                                 | Inscrit                                                        | 1997                                                           | Image manquante Téléverser                                                       |
| Chapelle Sainte-Agnès de Saint-Paulet-de-Caisson                                  | Saint-Paulet-de-Caisson                                                                   |                                                                 | 44° 16′ 07″ nord, 4° 35′ 22″ est                               | « PA00103227 »                                                 | Inscrit                                                        | 1974                                                           | Chapelle Sainte-Agnès de Saint-Paulet-de-Caisson                                 |
| Chartreuse de Valbonne                                                            | Saint-Paulet-de-Caisson                                                                   |                                                                 | 44° 14′ 23″ nord, 4° 33′ 15″ est                               | « PA00103228 »                                                 | Inscrit Classé                                                 | 1959 1974                                                      | Chartreuse de Valbonne                                                           |
| Château de Moulin-Neuf                                                            | Saint-Quentin-la-Poterie Également sur Saint-Siffret                                      | RD 405                                                          | 44° 01′ 57″ nord, 4° 27′ 13″ est                               | « PA30000068 » « PA30000067 »                                  | Inscrit                                                        | 2007                                                           | Image manquante Téléverser                                                       |
| Maison de Pierre Paulin                                                           | Saint-Roman-de-Codières                                                                   | La Calmette                                                     | 44° 00′ 51″ nord, 3° 47′ 00″ est                               | « PA30000135 »                                                 | Inscrit                                                        | 2018                                                           | Image manquante Téléverser                                                       |
| Château de Moulin-Neuf                                                            | Saint-Siffret Également sur Saint-Quentin-la-Poterie                                      | RD 405                                                          | 44° 01′ 57″ nord, 4° 27′ 13″ est                               | « PA30000067 » « PA30000068 »                                  | Inscrit                                                        | 2007                                                           | Image manquante Téléverser                                                       |
| Cave coopérative de Saint-Théodorit                                               | Saint-Théodorit                                                                           | Route de Quissac                                                | 43° 56′ 34″ nord, 4° 04′ 55″ est                               | « PA30000104 »                                                 | Inscrit                                                        | 2013                                                           | Cave coopérative de Saint-Théodorit                                              |
| Castellas de Saint-Victor-la-Coste                                                | Saint-Victor-la-Coste                                                                     |                                                                 | 44° 03′ 30″ nord, 4° 38′ 24″ est                               | « PA00103336 »                                                 | Inscrit                                                        | 1991                                                           | Castellas de Saint-Victor-la-Coste                                               |
| Chapelle Notre-Dame de Mayran                                                     | Saint-Victor-la-Coste                                                                     | Mayran                                                          | 44° 04′ 12″ nord, 4° 40′ 17″ est                               | « PA00103229 »                                                 | Classé                                                         | 1980                                                           | Chapelle Notre-Dame de Mayran                                                    |
| Chapelle Saint-Martin de Saint-Victor-la-Coste                                    | Saint-Victor-la-Coste                                                                     |                                                                 | 44° 04′ 25″ nord, 4° 38′ 15″ est                               | « PA00103230 »                                                 | Classé                                                         | 1980                                                           | Chapelle Saint-Martin de Saint-Victor-la-Coste                                   |
| Lavoir de Saint-Victor-la-Coste                                                   | Saint-Victor-la-Coste                                                                     | Rue des Vieux Lavoirs                                           | 44° 03′ 45″ nord, 4° 38′ 28″ est                               | « PA00103231 »                                                 | Classé                                                         | 1980                                                           | Lavoir de Saint-Victor-la-Coste                                                  |
| Chapelle Saint-Julien de Montredon                                                | Salinelles                                                                                |                                                                 | 43° 48′ 04″ nord, 4° 04′ 11″ est                               | « PA00103232 »                                                 | Classé                                                         | 1973                                                           | Chapelle Saint-Julien de Montredon                                               |
| Temple protestant de Salinelles                                                   | Salinelles                                                                                | Chemin du Temple                                                | 43° 48′ 50″ nord, 4° 03′ 52″ est                               | « PA00103338 »                                                 | Inscrit                                                        | 1991                                                           | Temple protestant de Salinelles                                                  |
| Château de La Tour                                                                | Les Salles-du-Gardon                                                                      | La Tour                                                         | 44° 10′ 11″ nord, 4° 03′ 00″ est                               | « PA00103233 »                                                 | Inscrit                                                        | 1963                                                           | Image manquante Téléverser                                                       |
| Église de La Tour                                                                 | Les Salles-du-Gardon                                                                      | La Tour                                                         | 44° 10′ 13″ nord, 4° 02′ 56″ est                               | « PA00103234 »                                                 | Inscrit                                                        | 1963                                                           | Image manquante Téléverser                                                       |
| Château de Sardan                                                                 | Sardan                                                                                    | Route de Sommières                                              | 43° 52′ 23″ nord, 4° 02′ 30″ est                               | « PA00135383 »                                                 | Classé                                                         | 1996                                                           | Château de Sardan                                                                |
| Maison de l'Évêque                                                                | Sauve                                                                                     | 5 place du Vieux-Marché                                         | 43° 56′ 25″ nord, 3° 56′ 55″ est                               | « PA30000053 »                                                 | Inscrit                                                        | 2004                                                           | Maison de l'Évêque                                                               |
| Maison Poch                                                                       | Sauve                                                                                     | Grande-Rue                                                      | 43° 56′ 13″ nord, 3° 56′ 51″ est                               | « PA00103235 »                                                 | Inscrit                                                        | 1956                                                           | Image manquante Téléverser                                                       |
| Oppidum de Sauve                                                                  | Sauve                                                                                     |                                                                 | 43° 57′ 47″ nord, 3° 56′ 01″ est                               | « PA00103236 »                                                 | Classé                                                         | 1971 1974                                                      | Oppidum de Sauve                                                                 |
| Tour de Môle                                                                      | Sauve                                                                                     | Chemin des Cerisiers                                            | 43° 56′ 43″ nord, 3° 56′ 37″ est                               | « PA30000055 »                                                 | Inscrit                                                        | 2004                                                           | Tour de Môle                                                                     |
| Château de Saze                                                                   | Saze                                                                                      | Rue Baroncelli-Javon                                            | 43° 56′ 29″ nord, 4° 40′ 53″ est                               | « PA30000045 »                                                 | Inscrit                                                        | 2002                                                           | Château de Saze                                                                  |
| Aqueduc de Nîmes                                                                  | Sernhac                                                                                   |                                                                 | à géolocaliser                                                 | « PA30000018 »                                                 | Inscrit                                                        | 1998                                                           | Aqueduc de Nîmes                                                                 |
| Beffroi de Sommières                                                              | Sommières                                                                                 | 1 quai Cléon Griolet                                            | 43° 46′ 57″ nord, 4° 05′ 22″ est                               | « PA00103237 »                                                 | Inscrit                                                        | 1926                                                           | Beffroi de Sommières                                                             |
| Château de Sommières                                                              | Sommières                                                                                 | Chemin du Château-Fort                                          | 43° 46′ 58″ nord, 4° 05′ 31″ est                               | « PA00103239 »                                                 | Inscrit                                                        | 2010                                                           | Château de Sommières                                                             |
| Immeuble 3 rue Taillade                                                           | Sommières                                                                                 | 3 rue Taillade Impasse place Jean-Jaurès Randon                 | 43° 46′ 58″ nord, 4° 05′ 27″ est                               | « PA00103238 »                                                 | Classé Inscrit                                                 | 1984                                                           | Immeuble 3 rue Taillade                                                          |
| Église Saint-André de Souvignargues                                               | Souvignargues                                                                             |                                                                 | 43° 48′ 57″ nord, 4° 07′ 43″ est                               | « PA00103240 »                                                 | Inscrit                                                        | 1949                                                           | Église Saint-André de Souvignargues                                              |
| Église de Saint-Étienne d'Escattes                                                | Souvignargues                                                                             | Place de l'Église                                               | 43° 49′ 09″ nord, 4° 08′ 48″ est                               | « PA00103241 »                                                 | Inscrit                                                        | 1949                                                           | Église de Saint-Étienne d'Escattes                                               |
| Domaine de Tarteron                                                               | Sumène                                                                                    | 2 rue des Tilleuls                                              | 43° 58′ 45″ nord, 3° 42′ 53″ est                               | « PA30000111 »                                                 | Inscrit                                                        | 2014                                                           | Image manquante Téléverser                                                       |
| Cave coopérative de Tavel                                                         | Tavel                                                                                     | Route de la Commanderie                                         | 44° 00′ 39″ nord, 4° 42′ 32″ est                               | « PA30000105 »                                                 | Inscrit                                                        | 2013                                                           | Cave coopérative de Tavel                                                        |
| Chapelle Saint-Amant de Théziers                                                  | Théziers                                                                                  |                                                                 | 43° 54′ 11″ nord, 4° 37′ 43″ est                               | « PA00103242 »                                                 | Inscrit                                                        | 1941                                                           | Chapelle Saint-Amant de Théziers                                                 |
| Église Saint-Grégoire de Théziers                                                 | Théziers                                                                                  |                                                                 | 43° 53′ 55″ nord, 4° 37′ 14″ est                               | « PA00103243 »                                                 | Inscrit                                                        | 1986                                                           | Église Saint-Grégoire de Théziers                                                |
| Château de Toiras                                                                 | Thoiras                                                                                   |                                                                 | 44° 04′ 02″ nord, 3° 55′ 45″ est                               | « PA00135384 »                                                 | Inscrit                                                        | 1995                                                           | Image manquante Téléverser                                                       |
| Église Saint-Baudile de Tornac                                                    | Tornac                                                                                    |                                                                 | 44° 01′ 17″ nord, 3° 59′ 29″ est                               | « PA00103245 »                                                 | Classé                                                         | 1911                                                           | Église Saint-Baudile de Tornac                                                   |
| Château de Tornac                                                                 | Tornac                                                                                    |                                                                 | 44° 02′ 10″ nord, 3° 59′ 52″ est                               | « PA00103244 »                                                 | Inscrit                                                        | 1984                                                           | Château de Tornac                                                                |
| Église Saint-Martin-de-Jussan de Tresques                                         | Tresques                                                                                  |                                                                 | 44° 06′ 49″ nord, 4° 35′ 23″ est                               | « PA00103246 »                                                 | Classé                                                         | 1982                                                           | Église Saint-Martin-de-Jussan de Tresques                                        |
| Tour de guet de Tresques                                                          | Tresques                                                                                  | Place de l'Église                                               | 44° 06′ 23″ nord, 4° 35′ 11″ est                               | « PA30000054 »                                                 | Inscrit                                                        | 2004                                                           | Tour de guet de Tresques                                                         |
| Grotte du Pas-de-Joulié                                                           | Trèves                                                                                    |                                                                 | 44° 04′ 45″ nord, 3° 24′ 03″ est                               | « PA00103247 »                                                 | Classé                                                         | 1953                                                           | Image manquante Téléverser                                                       |
| Pont Vieux de Trèves                                                              | Trèves                                                                                    | Rue du Pont Vieux                                               | 44° 04′ 38″ nord, 3° 23′ 15″ est                               | « PA00103248 »                                                 | Inscrit                                                        | 1931                                                           | Pont Vieux de Trèves                                                             |
| Colonne milliaire d'Uchaud                                                        | Uchaud                                                                                    | Voie Domitienne                                                 | 43° 45′ 40″ nord, 4° 16′ 26″ est                               | « PA00103249 »                                                 | Classé                                                         | 1912                                                           | Colonne milliaire d'Uchaud                                                       |
|                                                                                   | Uzès                                                                                      | Voir liste des monuments historiques d'Uzès                     | Voir liste des monuments historiques d'Uzès                    | Voir liste des monuments historiques d'Uzès                    | Voir liste des monuments historiques d'Uzès                    | Voir liste des monuments historiques d'Uzès                    | Voir liste des monuments historiques d'Uzès                                      |
| Château de Vallabrix                                                              | Vallabrix                                                                                 |                                                                 | 44° 03′ 36″ nord, 4° 28′ 43″ est                               | « PA30000011 »                                                 | Inscrit                                                        | 1997                                                           | Image manquante Téléverser                                                       |
| Château de Valliguières                                                           | Valliguières                                                                              |                                                                 | 44° 00′ 27″ nord, 4° 34′ 45″ est                               | « PA00103287 »                                                 | Inscrit                                                        | 1988                                                           | Château de Valliguières                                                          |
| Église Saint-Julien de Valliguières                                               | Valliguières                                                                              | Place Saint-Julien                                              | 44° 00′ 24″ nord, 4° 34′ 45″ est                               | « PA30000066 »                                                 | Inscrit                                                        | 2007                                                           | Église Saint-Julien de Valliguières                                              |
| Chapelle de Montcalm                                                              | Vauvert                                                                                   |                                                                 | 43° 34′ 20″ nord, 4° 18′ 42″ est                               | « PA30000031 »                                                 | Inscrit                                                        | 2000                                                           | Chapelle de Montcalm                                                             |
| Temple protestant de Vauvert                                                      | Vauvert                                                                                   | 90 rue des Capitaines                                           | 43° 41′ 31″ nord, 4° 16′ 33″ est                               | « PA30000094 »                                                 | Inscrit                                                        | 2012                                                           | Temple protestant de Vauvert                                                     |
| Chapelle Saint-Jean-Baptiste de Vénéjan                                           | Vénéjan                                                                                   |                                                                 | 44° 11′ 45″ nord, 4° 39′ 33″ est                               | « PA00103288 »                                                 | Inscrit                                                        | 1986                                                           | Chapelle Saint-Jean-Baptiste de Vénéjan                                          |
| Chapelle Saint-Pierre de Vénéjan                                                  | Vénéjan                                                                                   |                                                                 | 44° 12′ 30″ nord, 4° 40′ 15″ est                               | « PA00135385 »                                                 | Classé                                                         | 1996                                                           | Chapelle Saint-Pierre de Vénéjan                                                 |
| Château de Vergèze                                                                | Vergèze                                                                                   |                                                                 | à géolocaliser                                                 | « PA00103289 »                                                 | Inscrit                                                        | 1949                                                           | Image manquante Téléverser                                                       |
| Abri de la Salpétrière                                                            | Vers-Pont-du-Gard                                                                         |                                                                 | 43° 56′ 56″ nord, 4° 34′ 34″ est                               | « PA00103290 »                                                 | Classé                                                         | 1931                                                           | Abri de la Salpétrière                                                           |
| Carrière de l'Estel Sud                                                           | Vers-Pont-du-Gard                                                                         |                                                                 | 43° 57′ 12″ nord, 4° 32′ 19″ est                               | « PA30000023 »                                                 | Inscrit                                                        | 1998                                                           | Image manquante Téléverser                                                       |
| Chapelle Saint-Pierre de Vers-Pont-du-Gard                                        | Vers-Pont-du-Gard                                                                         |                                                                 | 43° 57′ 22″ nord, 4° 31′ 12″ est                               | « PA00103331 »                                                 | Classé                                                         | 1992                                                           | Chapelle Saint-Pierre de Vers-Pont-du-Gard                                       |
| Domaine de Saint-Privat                                                           | Vers-Pont-du-Gard                                                                         |                                                                 | 43° 56′ 52″ nord, 4° 31′ 00″ est                               | « PA00103292 »                                                 | Inscrit Classé                                                 | 1992 1995                                                      | Domaine de Saint-Privat                                                          |
| Grotte de la Balauzière                                                           | Vers-Pont-du-Gard                                                                         |                                                                 | 43° 56′ 53″ nord, 4° 31′ 31″ est                               | « PA00103293 »                                                 | Classé                                                         | 1958                                                           | Image manquante Téléverser                                                       |
| Pont du Gard                                                                      | Vers-Pont-du-Gard                                                                         |                                                                 | 43° 56′ 50″ nord, 4° 32′ 07″ est                               | « PA00103291 »                                                 | Classé Inscrit                                                 | 1840 1987                                                      | Pont du Gard                                                                     |
| Château de Montcalm                                                               | Vestric-et-Candiac                                                                        |                                                                 | 43° 44′ 27″ nord, 4° 15′ 34″ est                               | « PA00103295 »                                                 | Inscrit                                                        | 1944                                                           | Château de Montcalm                                                              |
| Château de Calvières                                                              | Vézénobres                                                                                | Avenue du Château                                               | 44° 03′ 09″ nord, 4° 08′ 38″ est                               | « PA00103296 »                                                 | Inscrit                                                        | 1947                                                           | Image manquante Téléverser                                                       |
| Maison Foucart                                                                    | Vézénobres                                                                                | Rue Basse                                                       | 44° 03′ 09″ nord, 4° 08′ 34″ est                               | « PA00103298 »                                                 | Inscrit                                                        | 1963                                                           | Image manquante Téléverser                                                       |
| Porte de Vézénobres                                                               | Vézénobres                                                                                |                                                                 | 44° 03′ 09″ nord, 4° 08′ 17″ est                               | « PA00103297 »                                                 | Inscrit                                                        | 1964                                                           | Porte de Vézénobres                                                              |
| Château de Fesq                                                                   | Vic-le-Fesq                                                                               |                                                                 | 43° 52′ 18″ nord, 4° 04′ 05″ est                               | « PA00103299 »                                                 | Inscrit                                                        | 1964                                                           | Château de Fesq                                                                  |
| Château d'Assas                                                                   | Le Vigan                                                                                  | 11 rue des Barris                                               | 43° 59′ 24″ nord, 3° 36′ 19″ est                               | « PA00103300 »                                                 | Classé Inscrit                                                 | 2002                                                           | Château d'Assas                                                                  |
| Château de Mareilles                                                              | Le Vigan                                                                                  | rue de Mareilles                                                | 43° 59′ 36″ nord, 3° 36′ 39″ est                               | « PA30000120 »                                                 | Inscrit                                                        | 2015                                                           | Image manquante Téléverser                                                       |
| Hospice du Vigan                                                                  | Le Vigan                                                                                  | 31 avenue Emmanuel d'Alzon                                      | 43° 59′ 33″ nord, 3° 36′ 36″ est                               | « PA00125487 »                                                 | Inscrit                                                        | 1993                                                           | Image manquante Téléverser                                                       |
| Vieux pont du Vigan                                                               | Le Vigan                                                                                  |                                                                 | 43° 59′ 20″ nord, 3° 36′ 27″ est                               | « PA00103301 »                                                 | Classé                                                         | 1938                                                           | Vieux pont du Vigan                                                              |
|                                                                                   | Villeneuve-lès-Avignon                                                                    | Voir liste des monuments historiques de Villeneuve-lès-Avignon  | Voir liste des monuments historiques de Villeneuve-lès-Avignon | Voir liste des monuments historiques de Villeneuve-lès-Avignon | Voir liste des monuments historiques de Villeneuve-lès-Avignon | Voir liste des monuments historiques de Villeneuve-lès-Avignon | Voir liste des monuments historiques de Villeneuve-lès-Avignon                   |
| Château de Pondres                                                                | Villevieille                                                                              |                                                                 | 43° 48′ 28″ nord, 4° 05′ 24″ est                               | « PA00103335 »                                                 | Inscrit                                                        | 1990                                                           | Château de Pondres                                                               |
| Château de Villevieille                                                           | Villevieille                                                                              |                                                                 | 43° 47′ 24″ nord, 4° 05′ 48″ est                               | « PA00103323 »                                                 | Classé                                                         | 1971                                                           | Château de Villevieille                                                          |
| Pigeonnier de Pondres                                                             | Villevieille                                                                              |                                                                 | 43° 48′ 19″ nord, 4° 05′ 24″ est                               | « PA00103324 »                                                 | Inscrit                                                        | 1964                                                           | Pigeonnier de Pondres                                                            |
| Village préhistorique de Fontbouisse                                              | Villevieille                                                                              |                                                                 | 43° 48′ 22″ nord, 4° 06′ 04″ est                               | « PA00103325 »                                                 | Classé                                                         | 1979                                                           | Village préhistorique de Fontbouisse                                             |
| Château de Vissec                                                                 | Vissec                                                                                    |                                                                 | 43° 53′ 58″ nord, 3° 27′ 33″ est                               | « PA30000075 »                                                 | Inscrit                                                        | 2009                                                           | Château de Vissec                                                                |